# Comuna Sâncraiu, Cluj
Sâncraiu (în maghiară Kalotaszentkirály-Zentelke, în germană Heilkönig/Sehngrall) este o comună în județul Cluj, Transilvania, România, formată din satele Alunișu, Brăișoru, Domoșu, Horlacea și Sâncraiu (reședința).

## Istoric
Satul Sâncraiu s-a format prin unirea satului cu acest nume (atestat documentar din 1334 sub numele de Senkral) cu satul Zam (Zentelke), aflat pe cealaltă parte a pârâului Călata (sat atestat din 1288). Cele două sate s-au unit la mijlocul secolului al XX-lea.

## Generalități
Localitatea a primit indicatorul de sat european pentru proiecte de salubrizare, tradiții și infrastructură. Toate localitățile din comună au acces la apă curentă.
Localitatea Sâncraiu este cunoscută pentru festivalul măceșelor, festival care are loc în toamna fiecărui an.
Comuna face parte din ținutul etnografic Țara Călatei (în maghiară Kalotaszeg). 

## Demografie
Componența etnică a comunei Sâncraiu
     Maghiari (76,44%)
     Români (20,6%)
     Alte etnii (0,58%)
     Necunoscută (2,37%)
Componența confesională a comunei Sâncraiu
     Reformați (72,02%)
     Ortodocși (17,39%)
     Baptiști (3,21%)
     Greco-catolici (1,54%)
     Romano-catolici (1,22%)
     Alte religii (1,09%)
     Necunoscută (3,53%)
Conform recensământului efectuat în 2021, populația comunei Sâncraiu se ridică la 1.558 de locuitori, în scădere față de recensământul anterior din 2011, când fuseseră înregistrați 1.633 de locuitori. Majoritatea locuitorilor sunt maghiari (76,44%), cu o minoritate de români (20,6%), iar pentru 2,37% nu se cunoaște apartenența etnică. Din punct de vedere confesional, majoritatea locuitorilor sunt reformați (72,02%), cu minorități de ortodocși (17,39%), baptiști (3,21%), greco-catolici (1,54%) și romano-catolici (1,22%), iar pentru 3,53% nu se cunoaște apartenența confesională.

## Politică și administrație
Comuna Sâncraiu este administrată de un primar și un consiliu local compus din 9 consilieri. Primarul, Andrei-Gheorghe Póka[*], de la Uniunea Democrată Maghiară din România, este în funcție din 2000. Începând cu alegerile locale din 2024, consiliul local are următoarea componență pe partide politice:
|  | Partid                                 | Consilieri | Componența Consiliului | Componența Consiliului | Componența Consiliului | Componența Consiliului | Componența Consiliului | Componența Consiliului | Componența Consiliului |
|  | -------------------------------------- | ---------- | ---------------------- | ---------------------- | ---------------------- | ---------------------- | ---------------------- | ---------------------- | ---------------------- |
|  | Uniunea Democrată Maghiară din România | 7          |                        |                        |                        |                        |                        |                        |                        |
|  | Alianța pentru Unirea Românilor        | 1          |                        |                        |                        |                        |                        |                        |                        |
|  | Partidul Social Democrat               | 1          |                        |                        |                        |                        |                        |                        |                        |

### Evoluție istorică
De-a lungul timpului populația comunei a evoluat astfel:

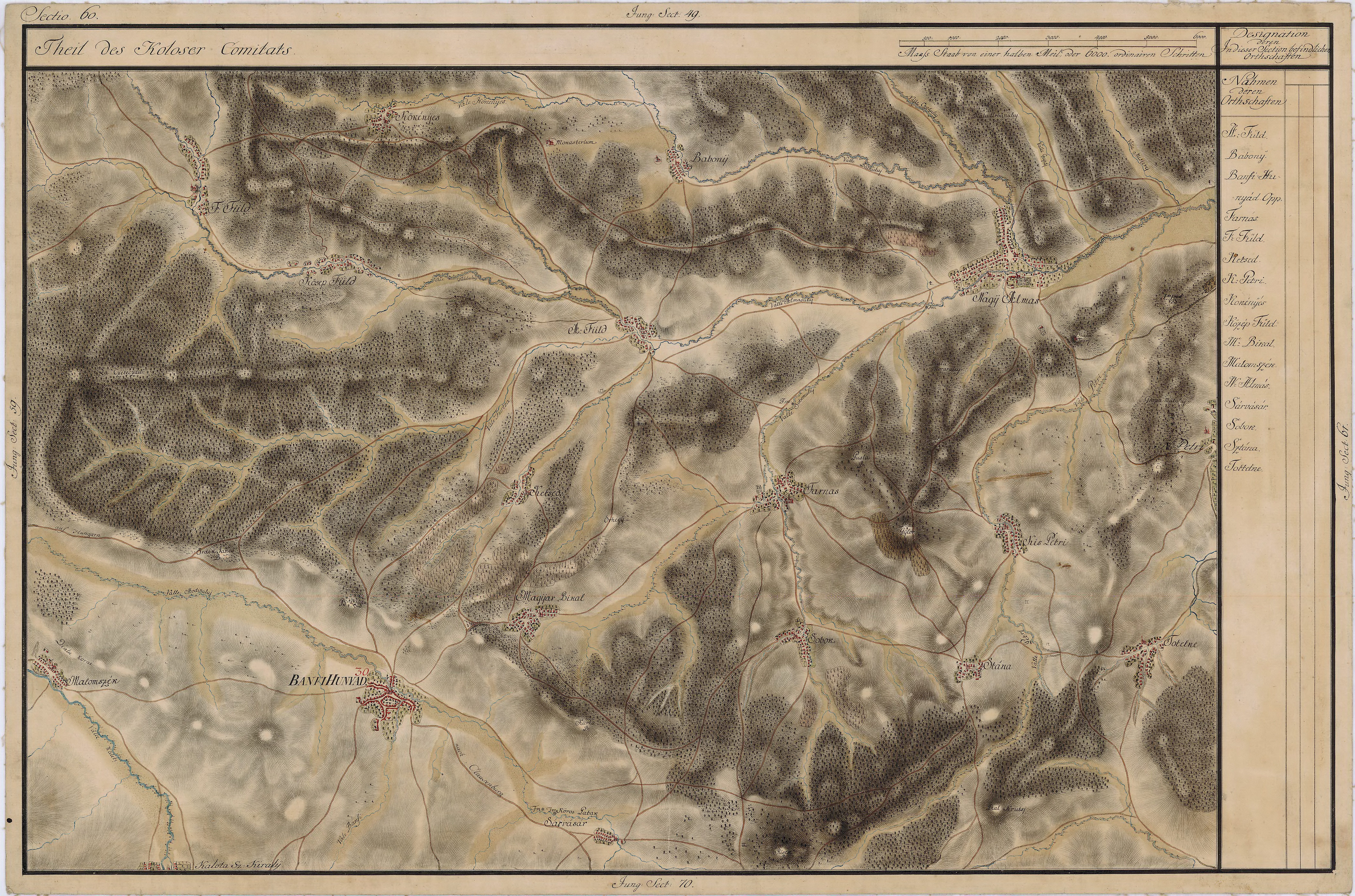
Sâncraiu pe Harta Iosefină a Transilvaniei, 1769-1773

## Vezi și
- Biserica reformată din Alunișu
- Biserica reformată din Sâncraiu
- Biserica reformată din Domoșu

## Imagini

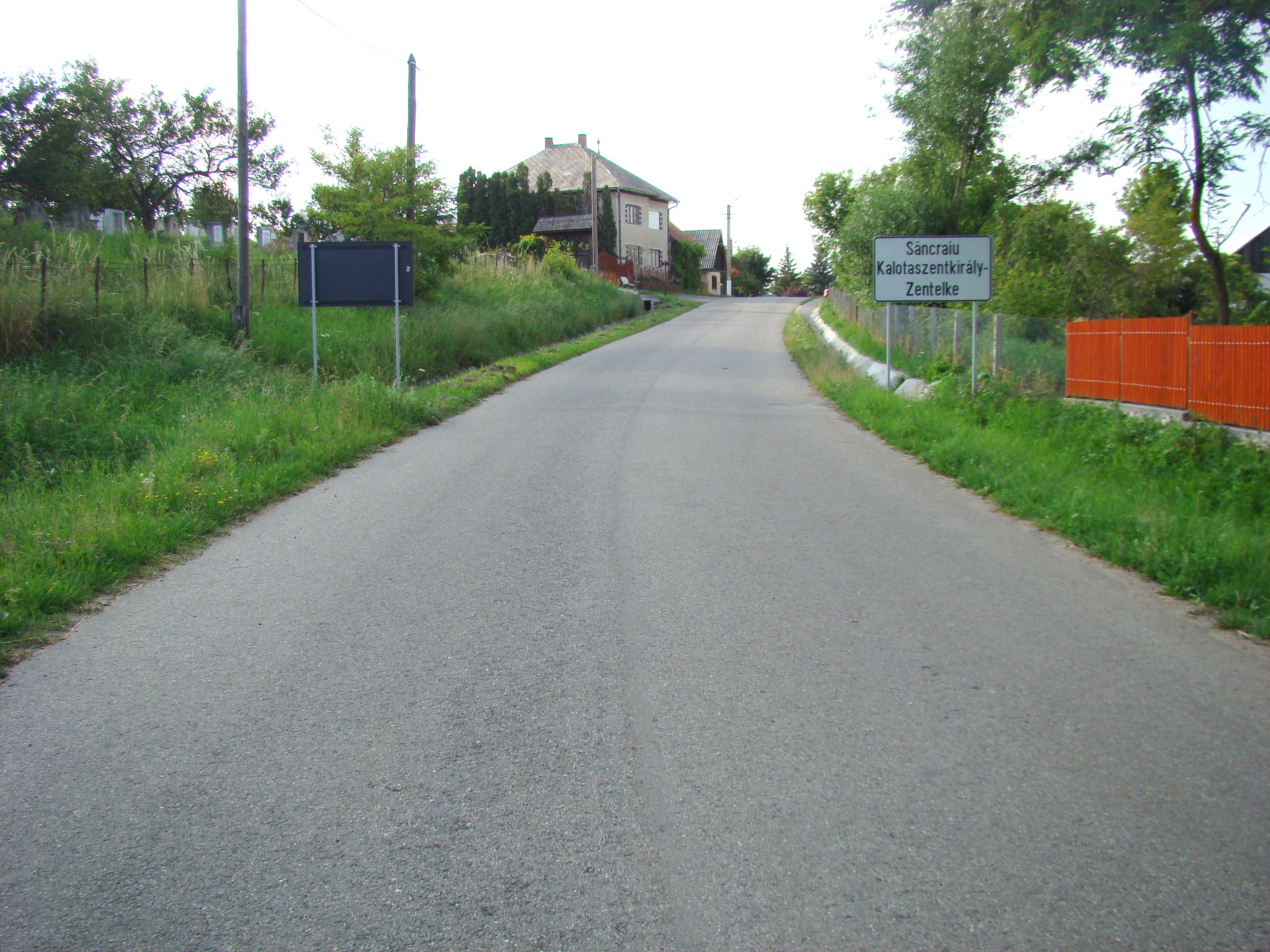
Sâncraiu
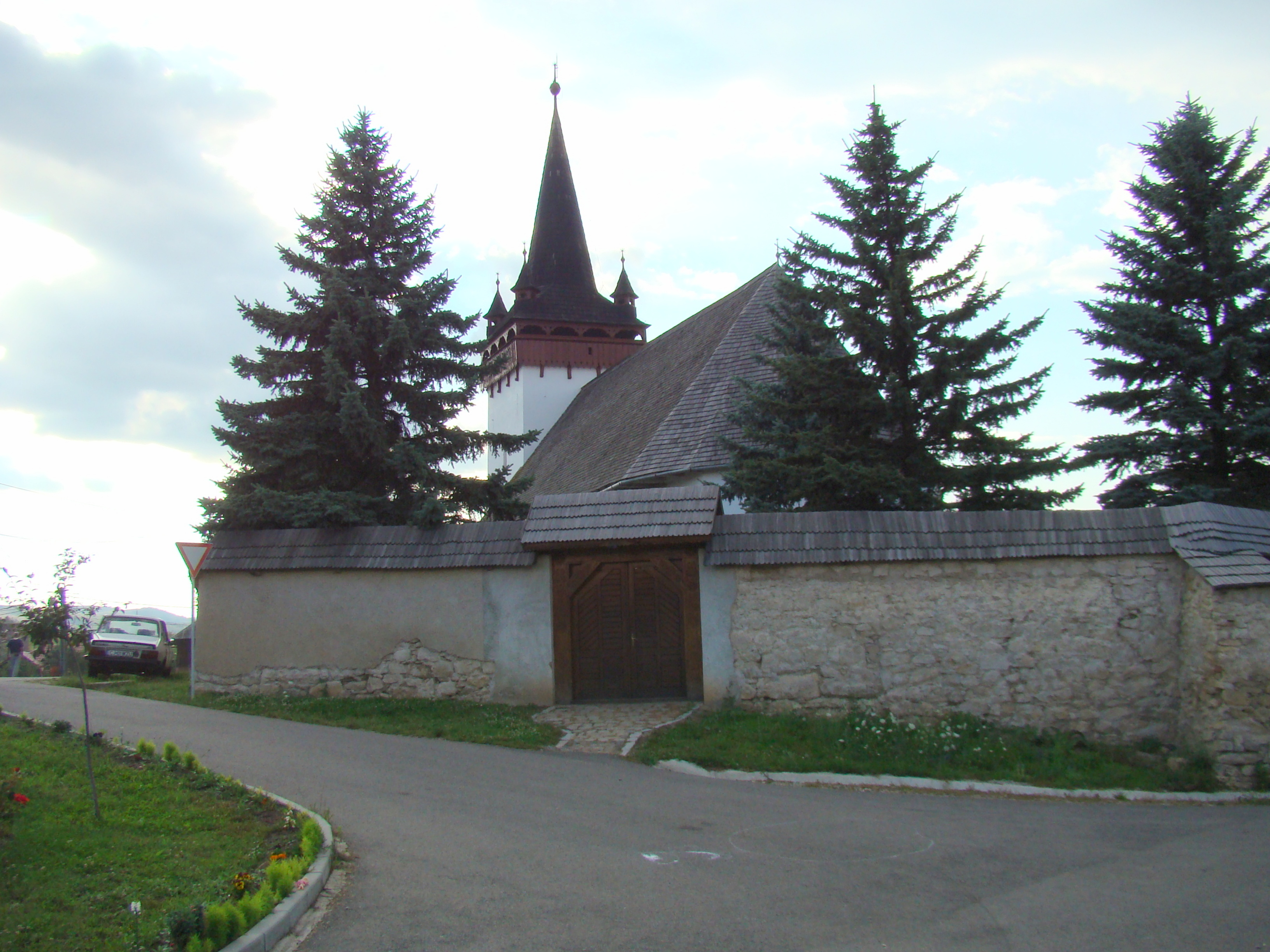
Biserica reformată din Sâncraiu (monument istoric)
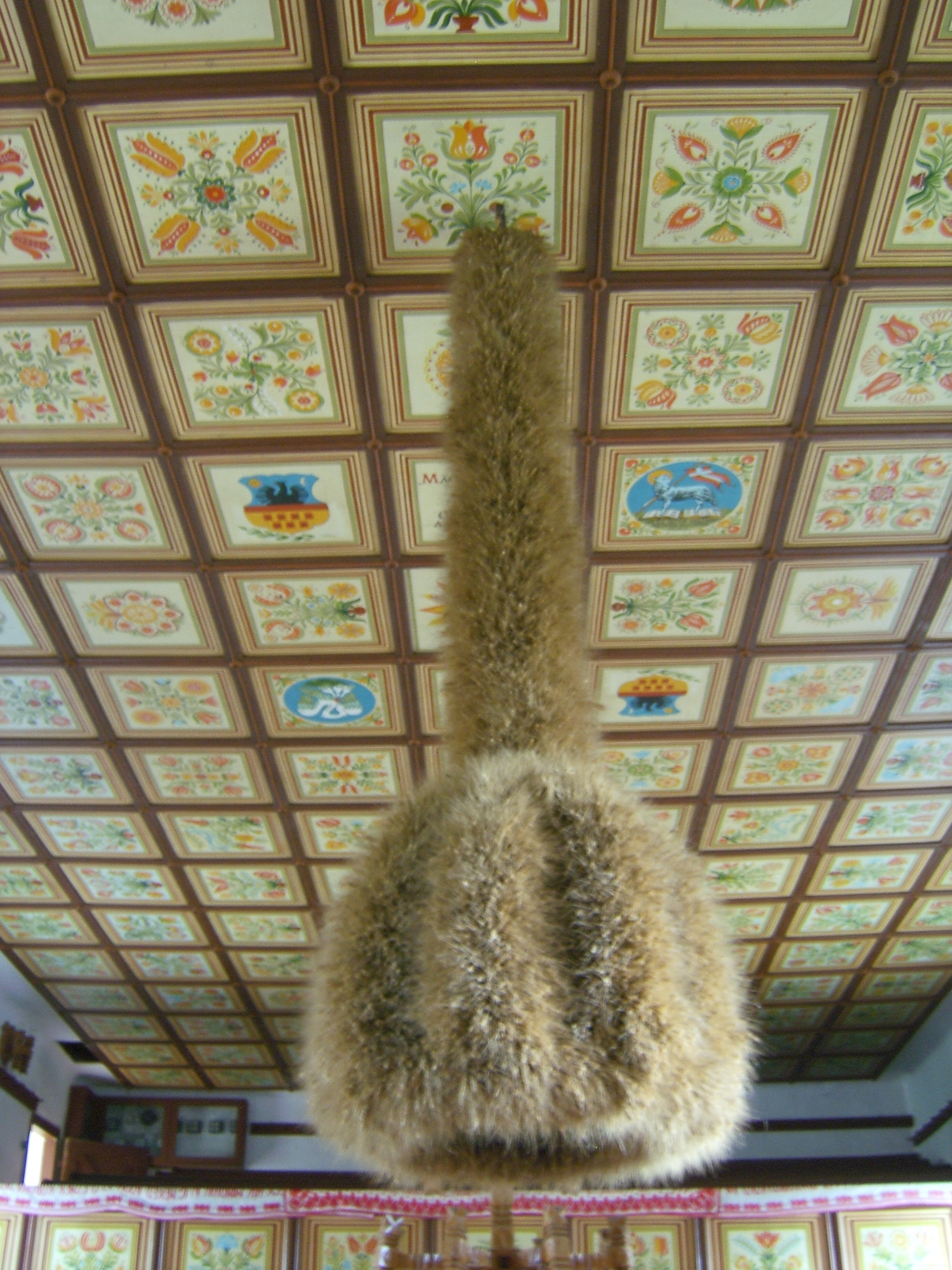
Biserica reformată din Sâncraiu (monument istoric)
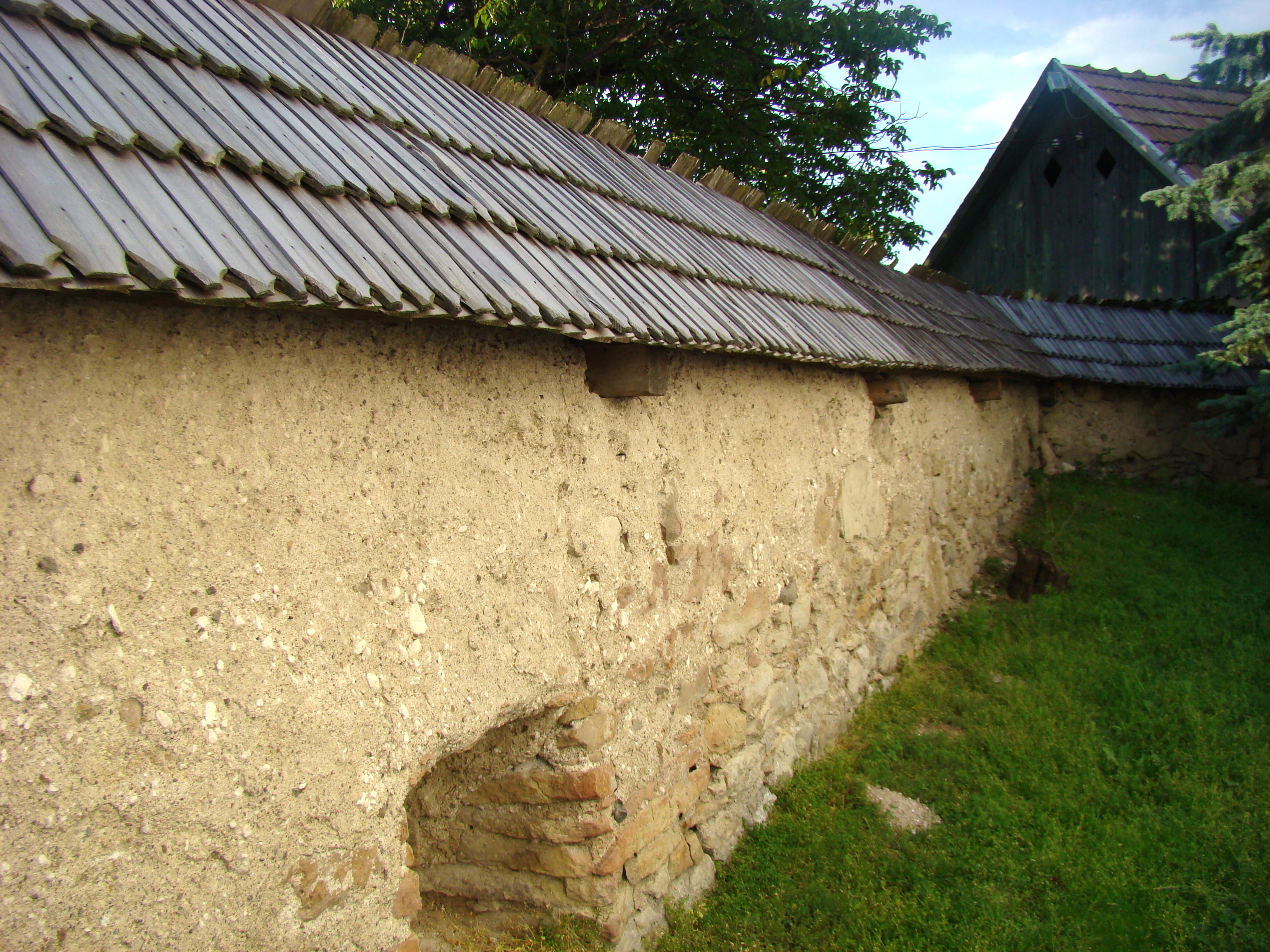
Zidul de incintă
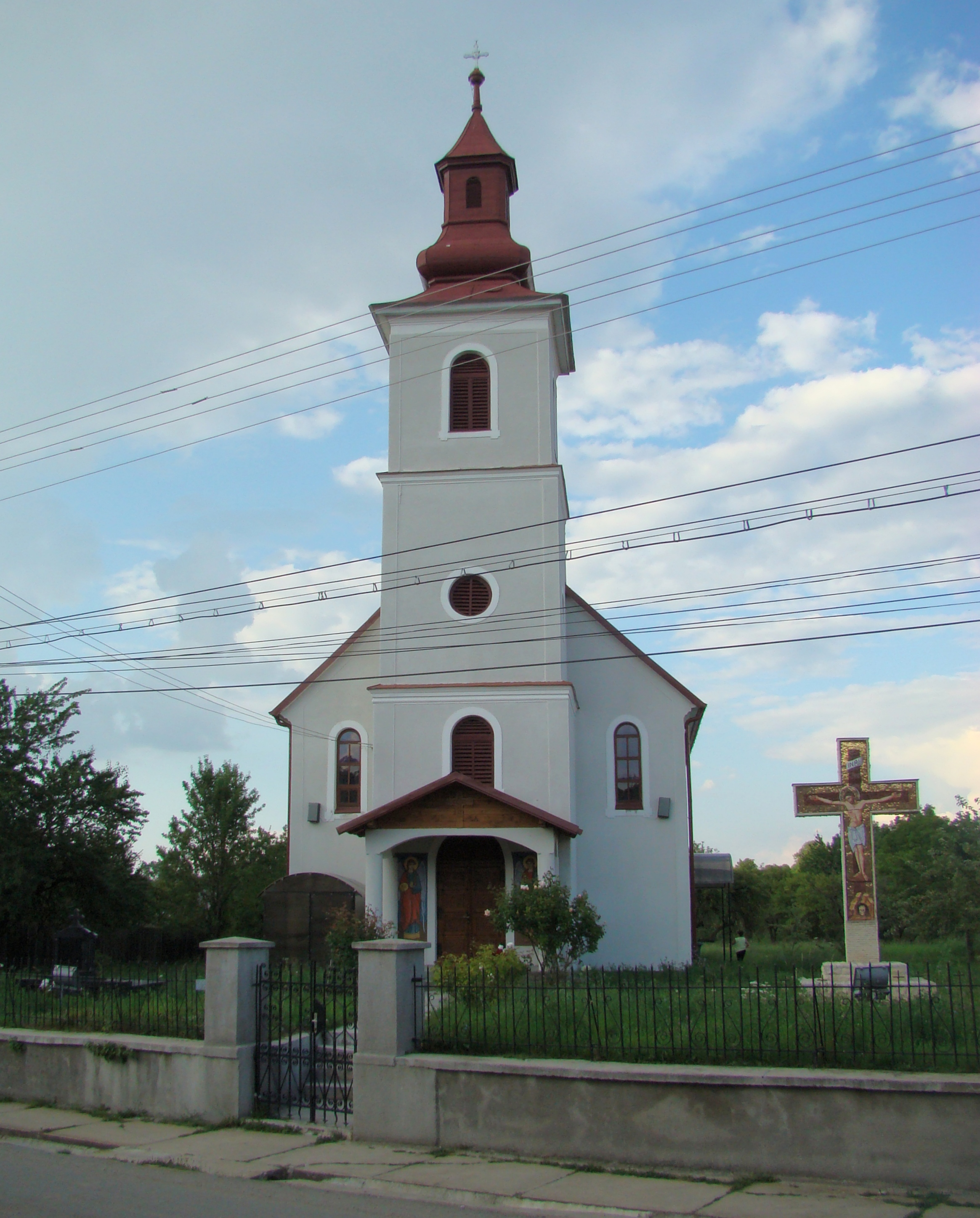
Biserica ortodoxă, fostă greco-catolică (ridicată în 1930)
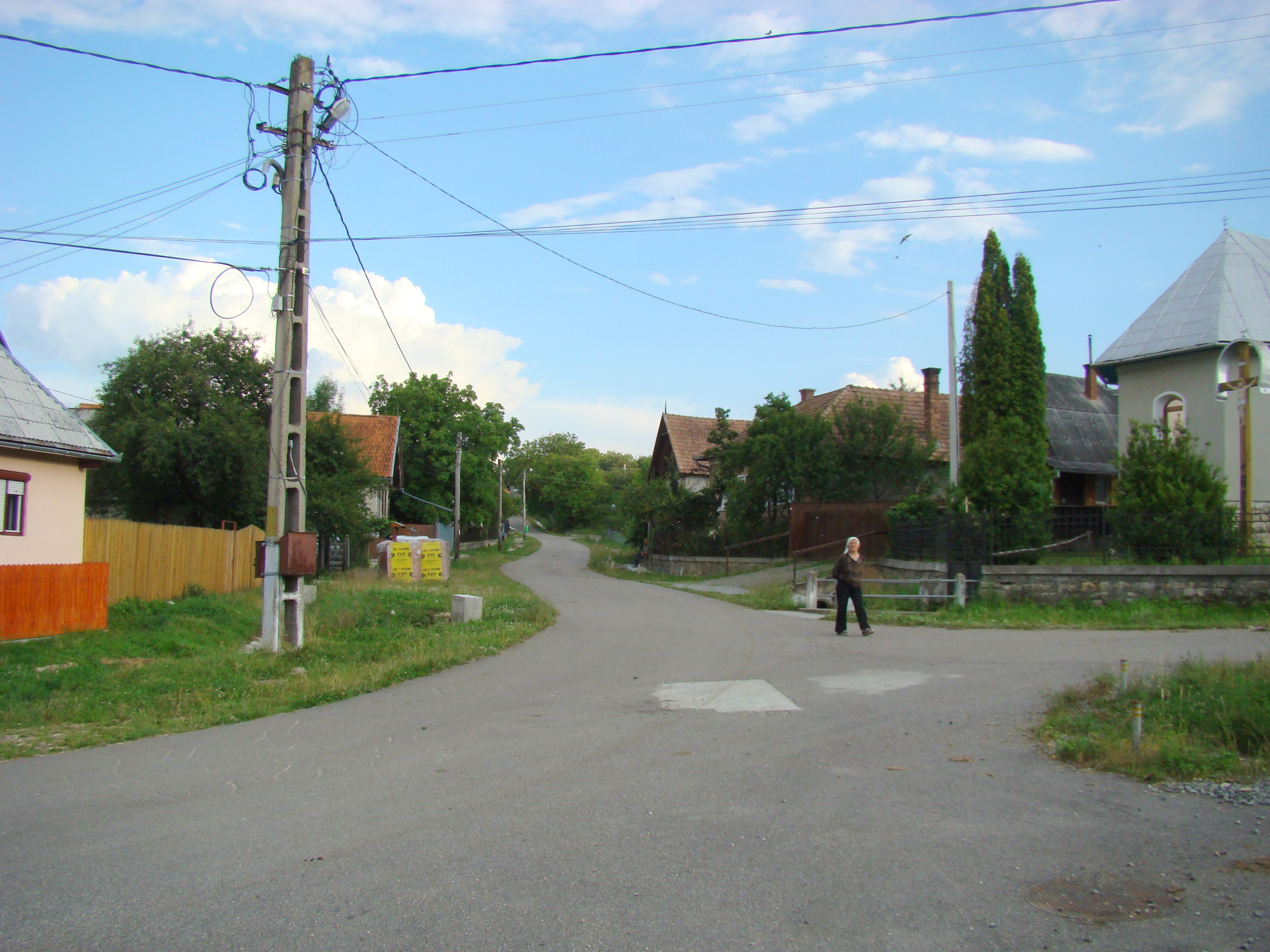
Alunișu
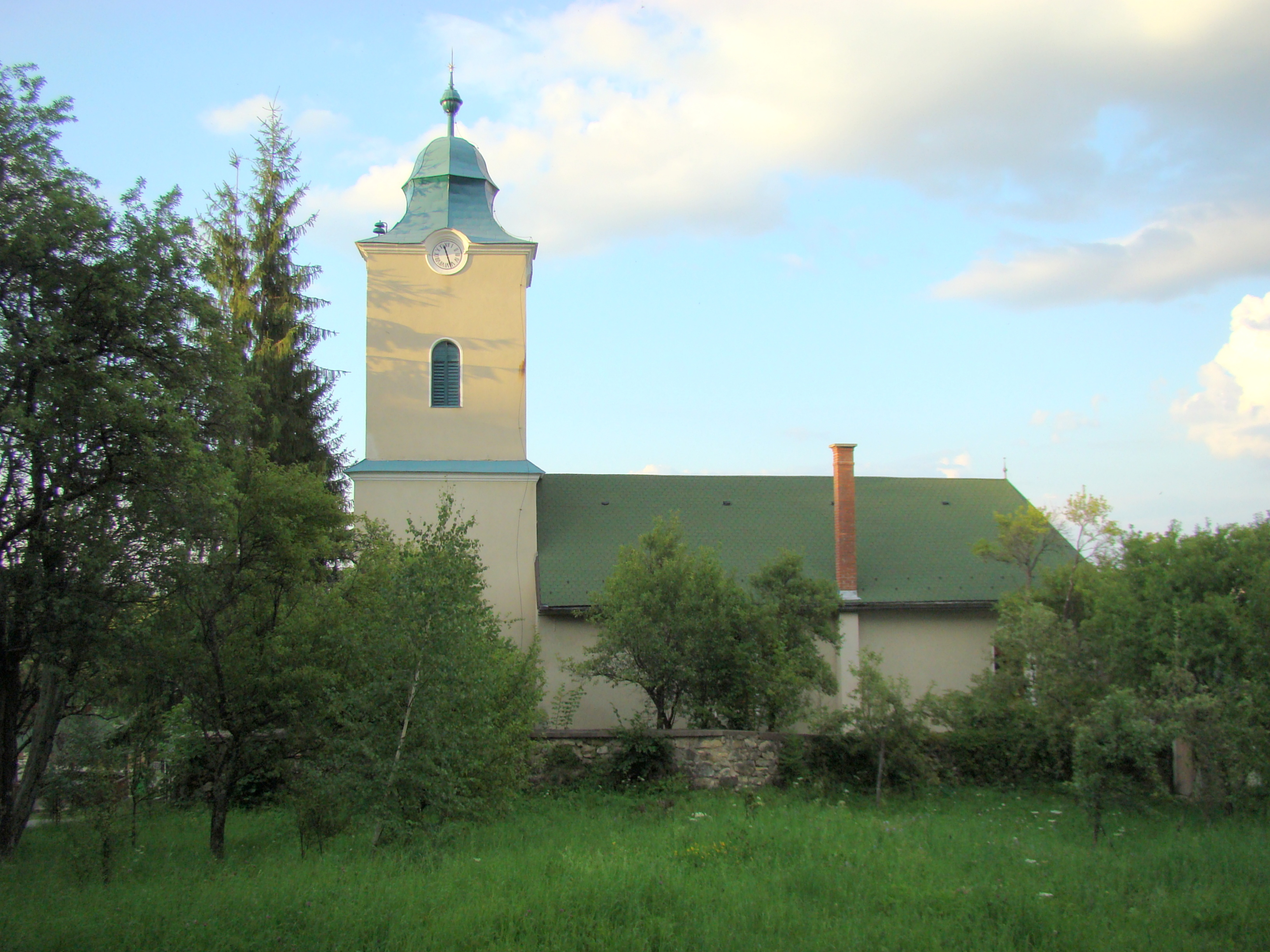
Biserica reformată din Alunișu (monument istoric)
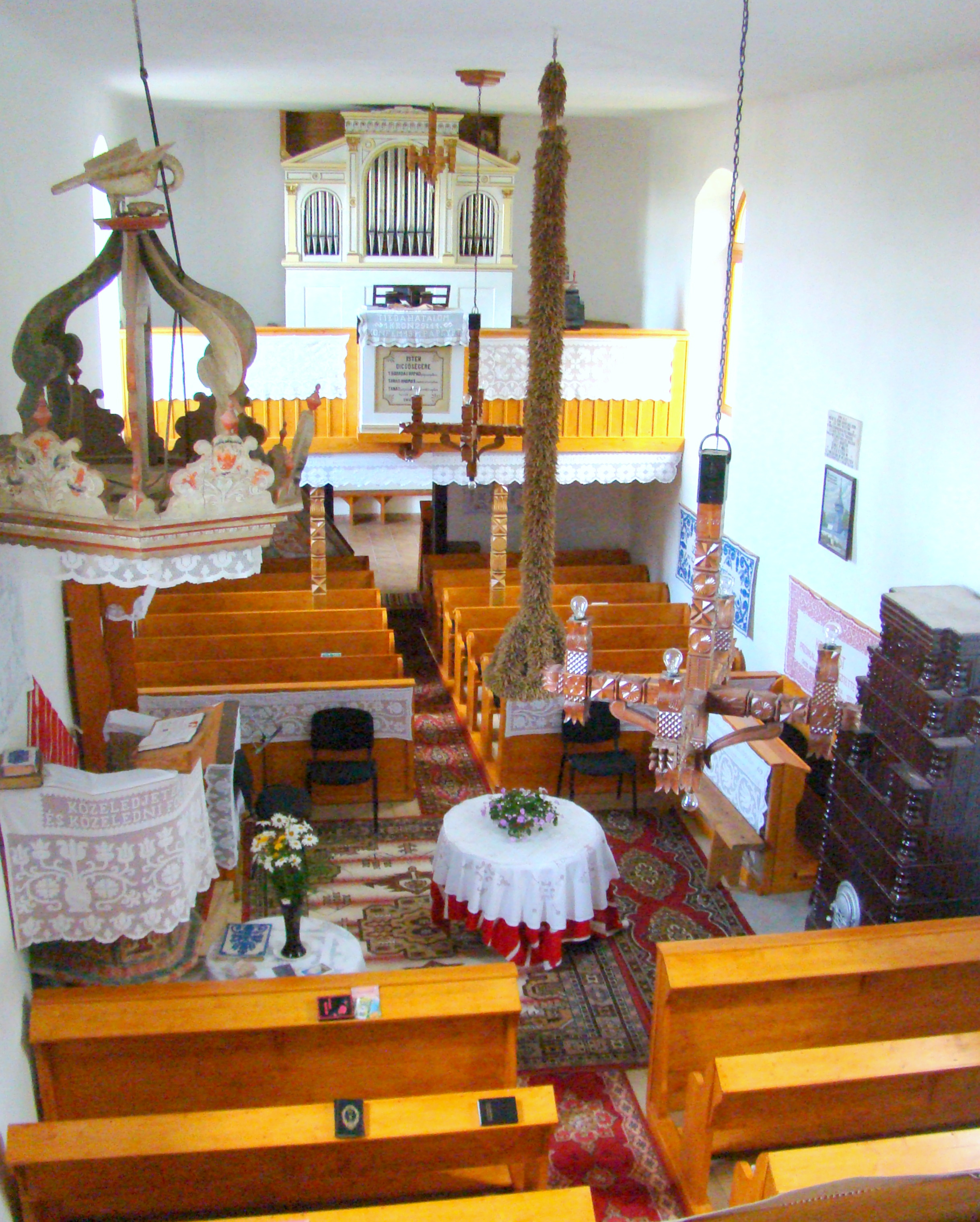
Biserica reformată din Alunișu (monument istoric)
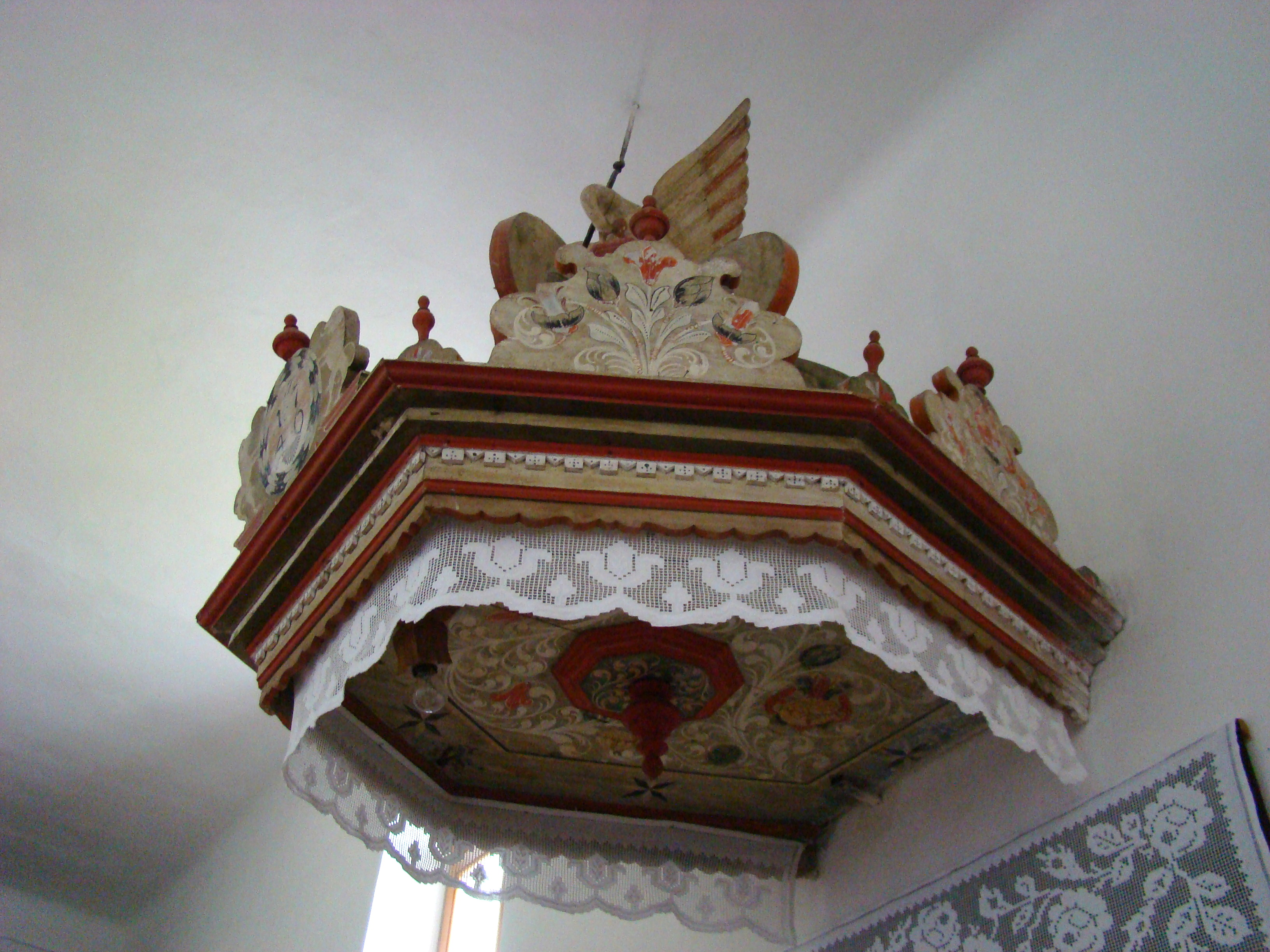
Coroana amvonului
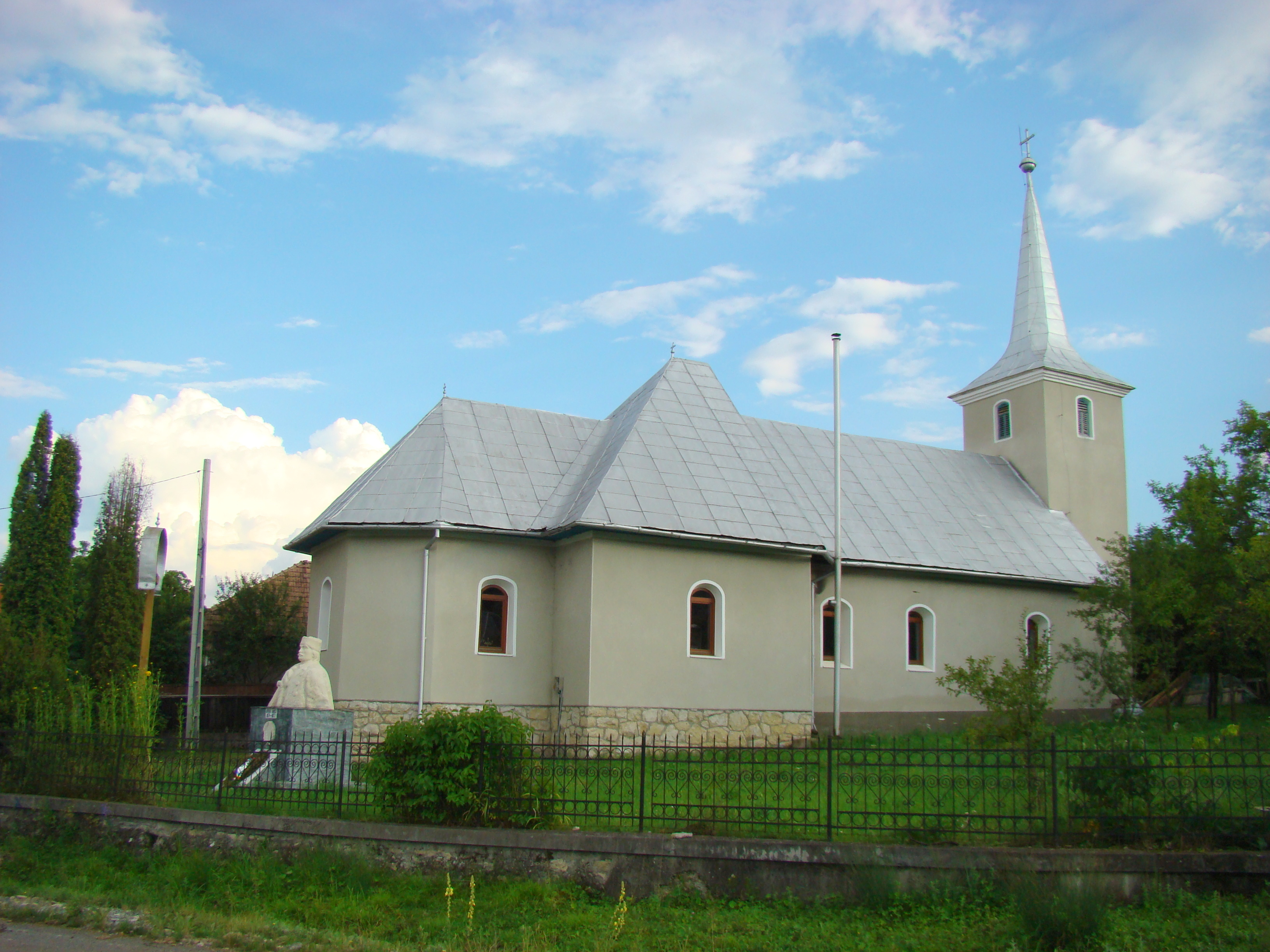
Biserica „Coborârea Spiritului (Duhului) Sfânt ridicată în 1880 ca biserică greco-catolică (ortodoxă din 1948)
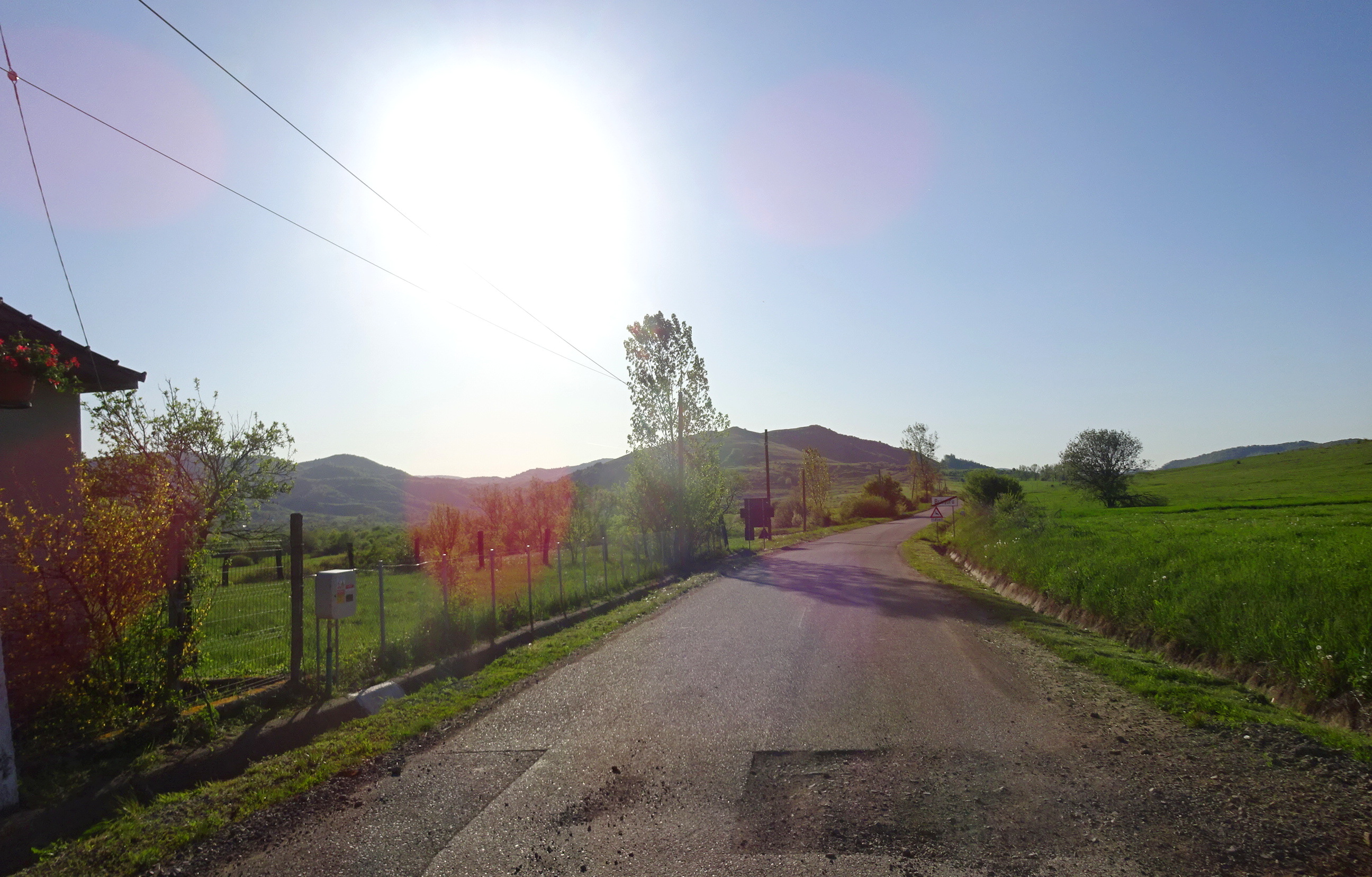
Drumul spre satul Brăișoru
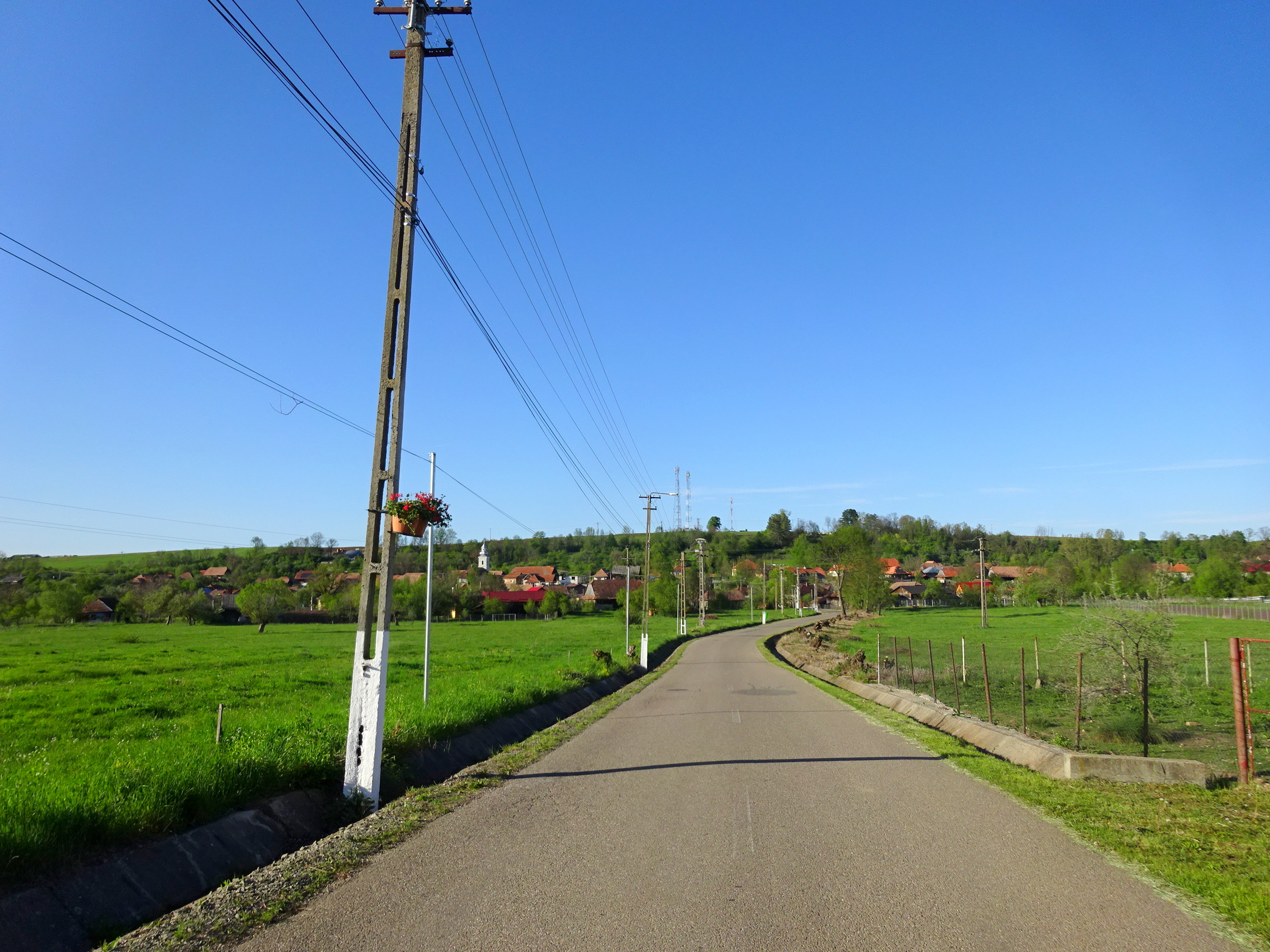
Brăișoru
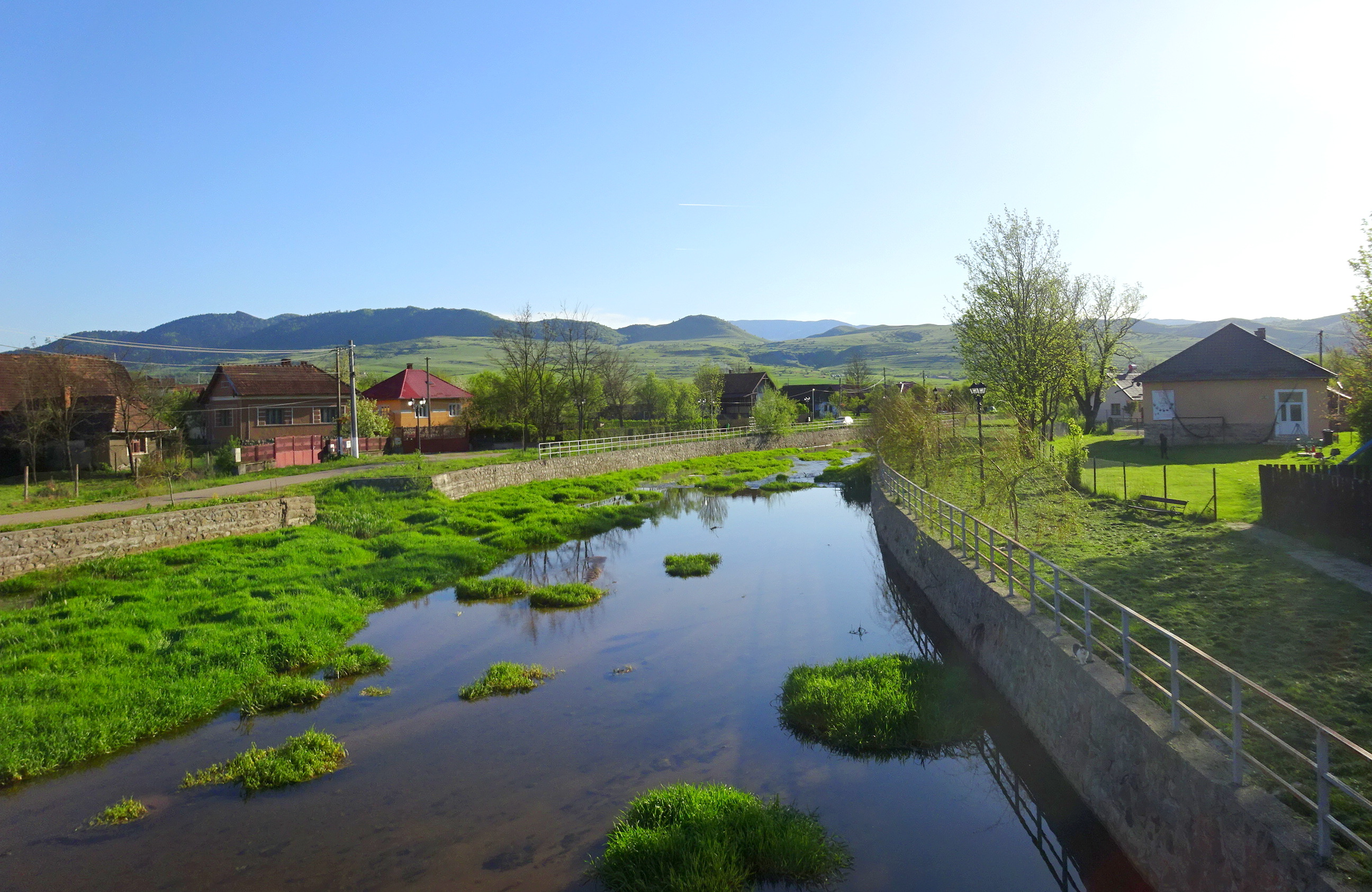
Râul Călata la Brăișoru
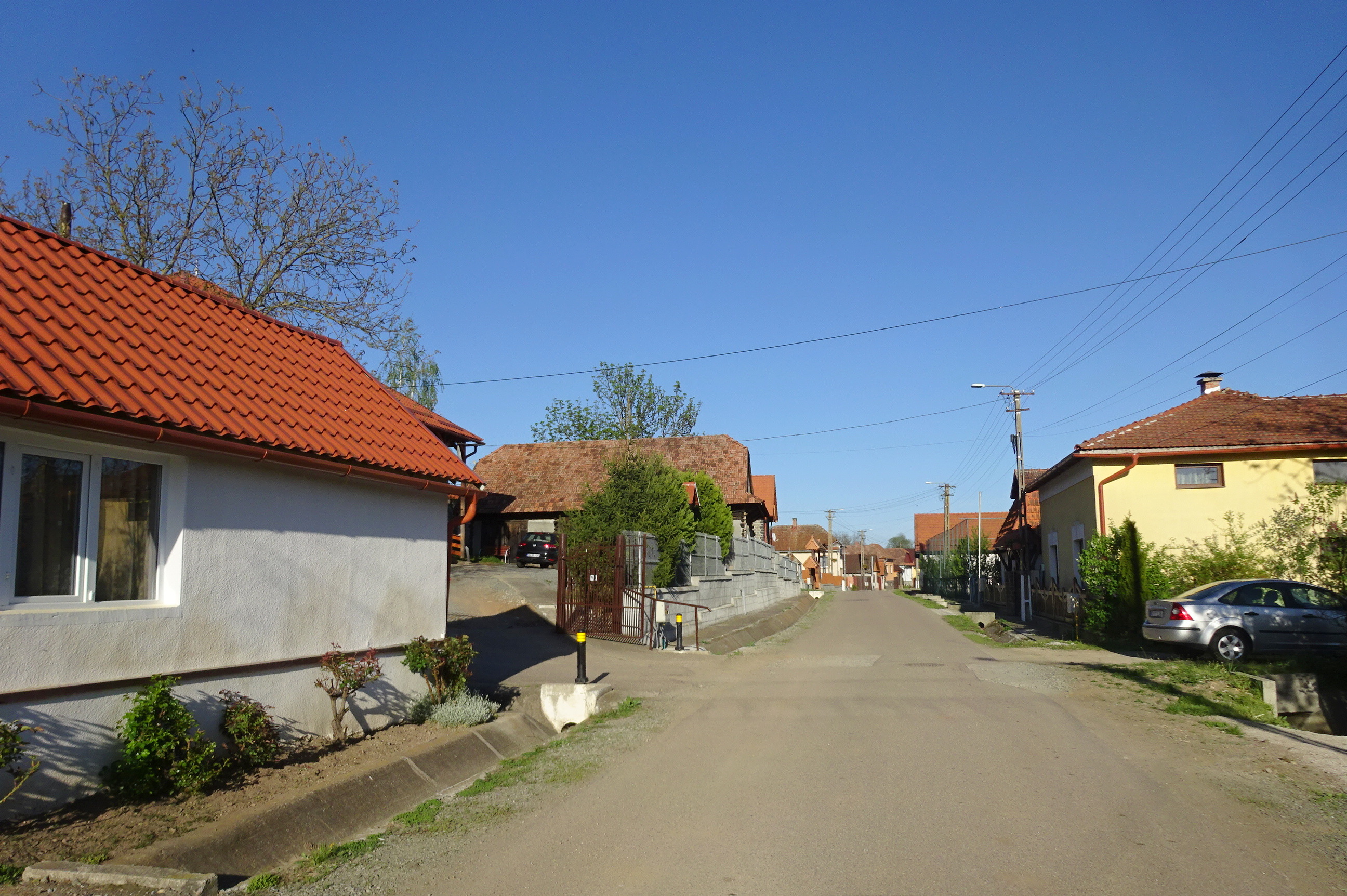
Brăișoru
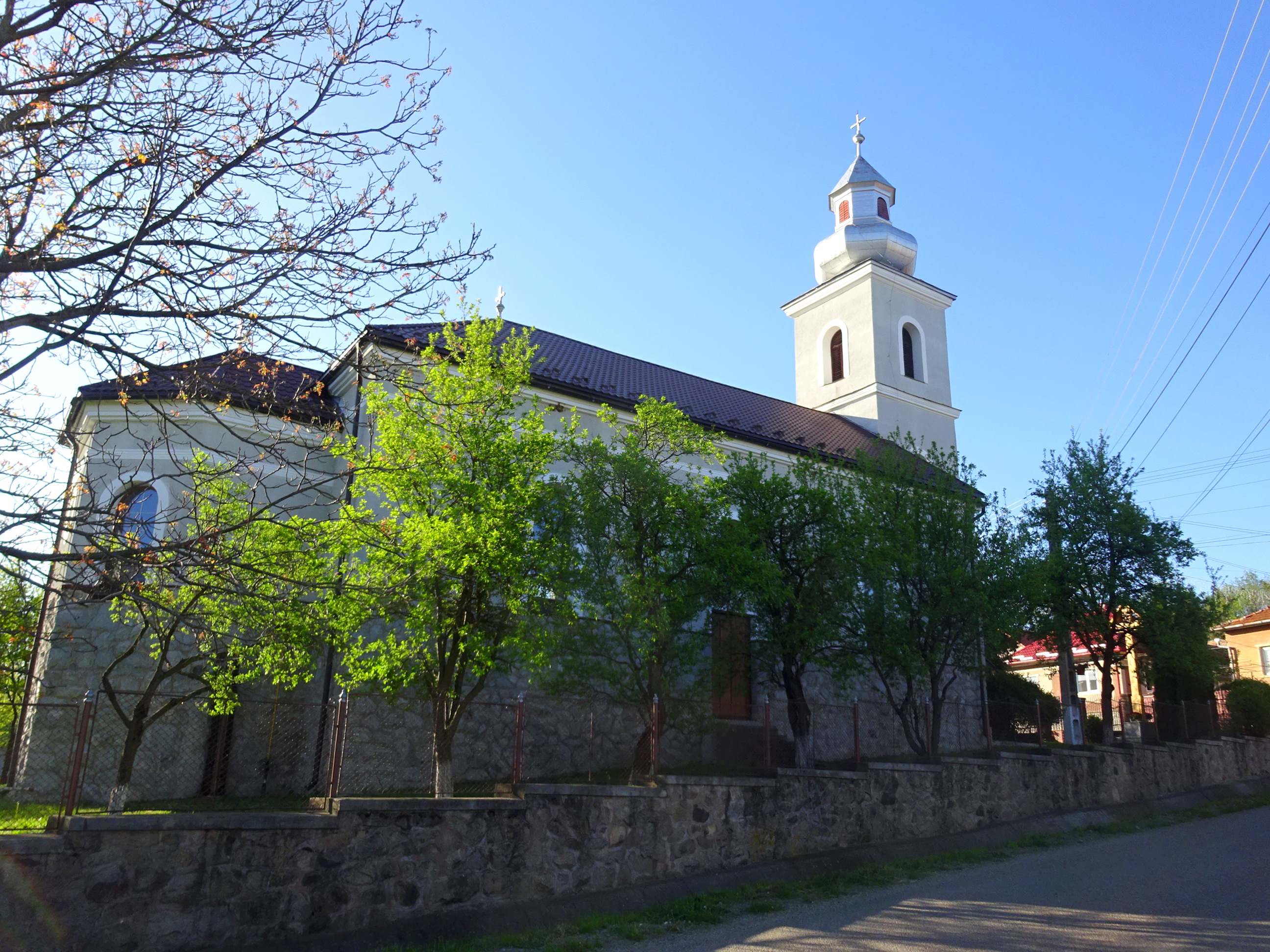
Biserica Adormirea Maicii Domnului din Brăișoru (1928)
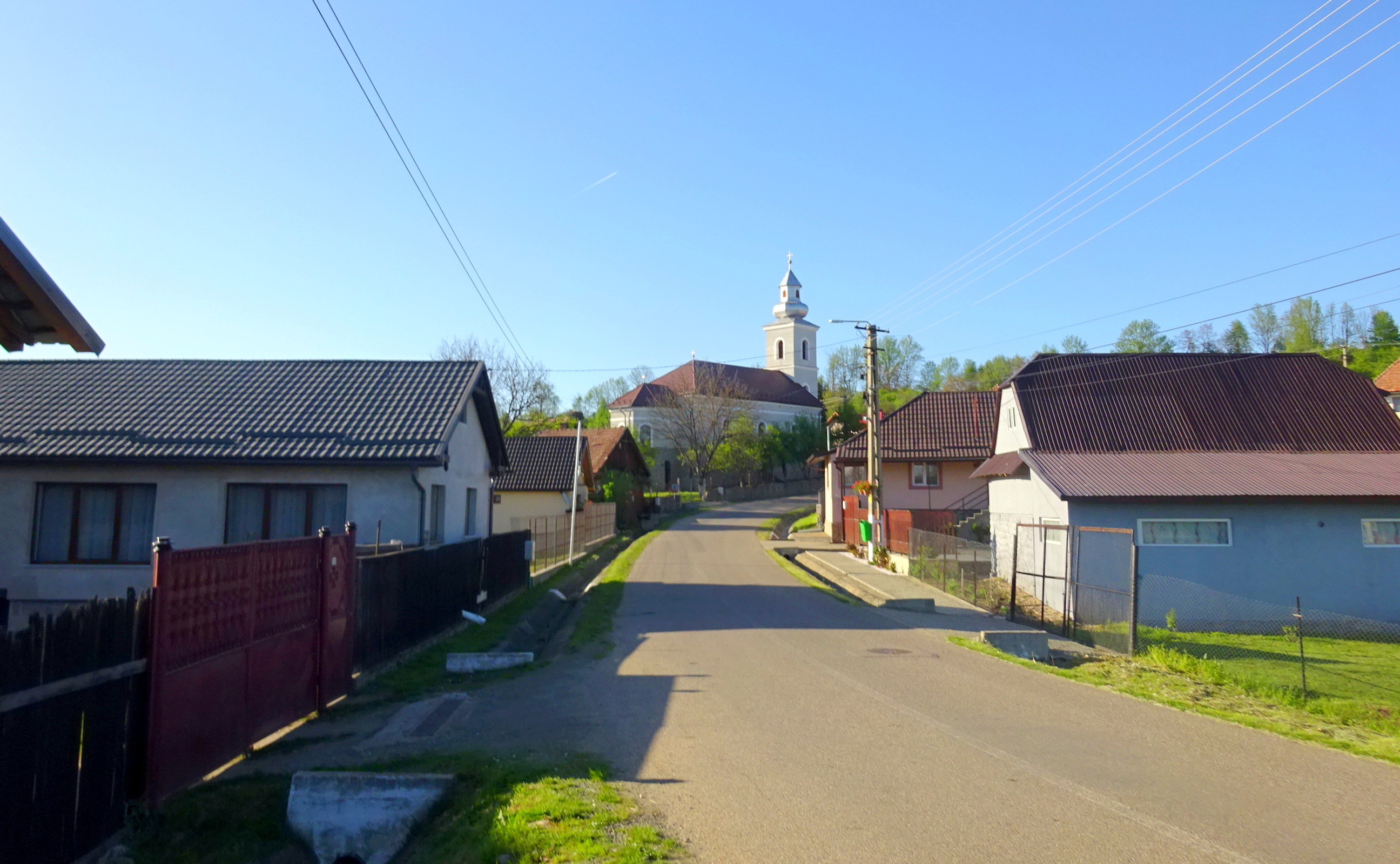
Brăișoru
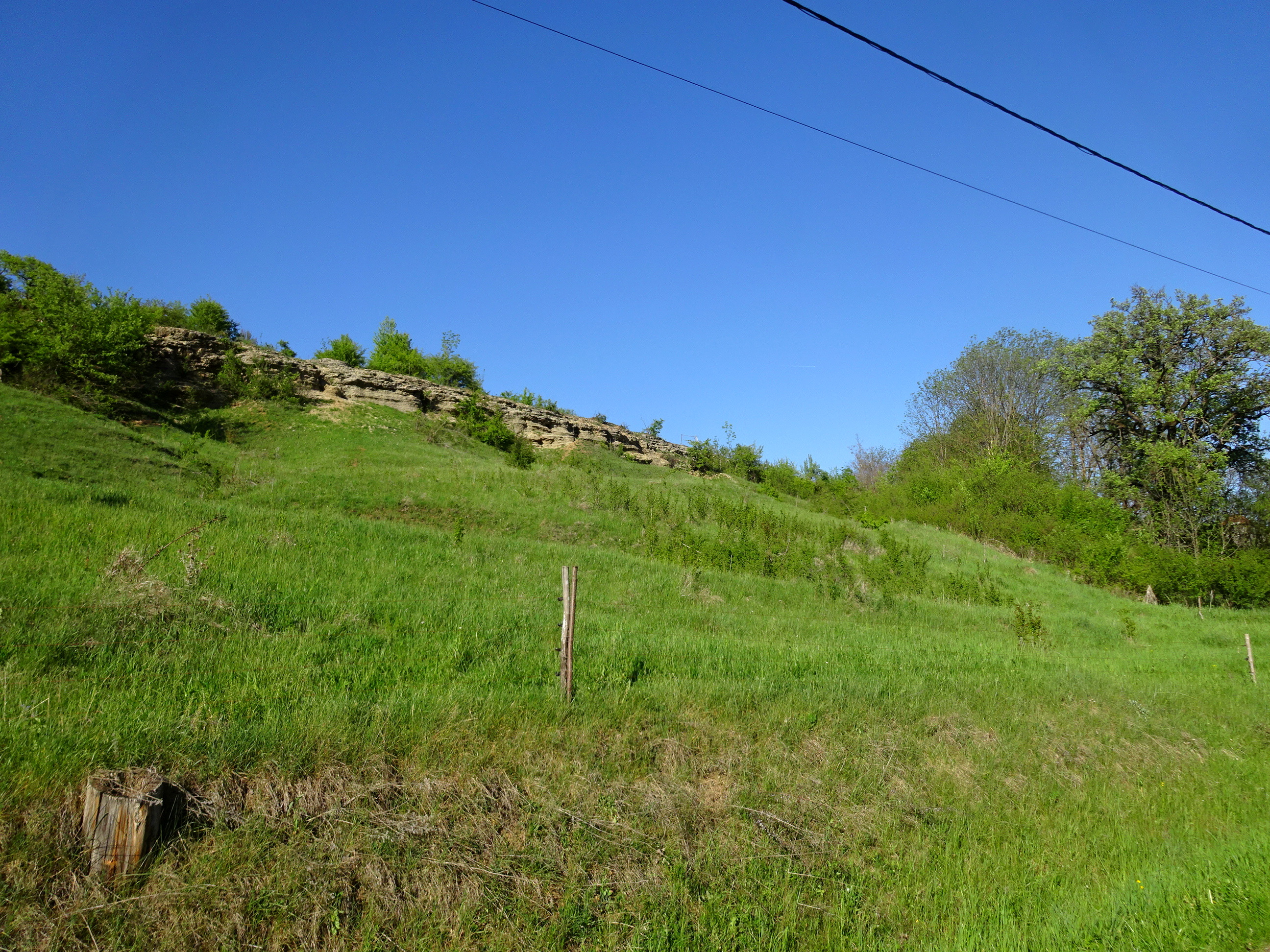
Horlacea
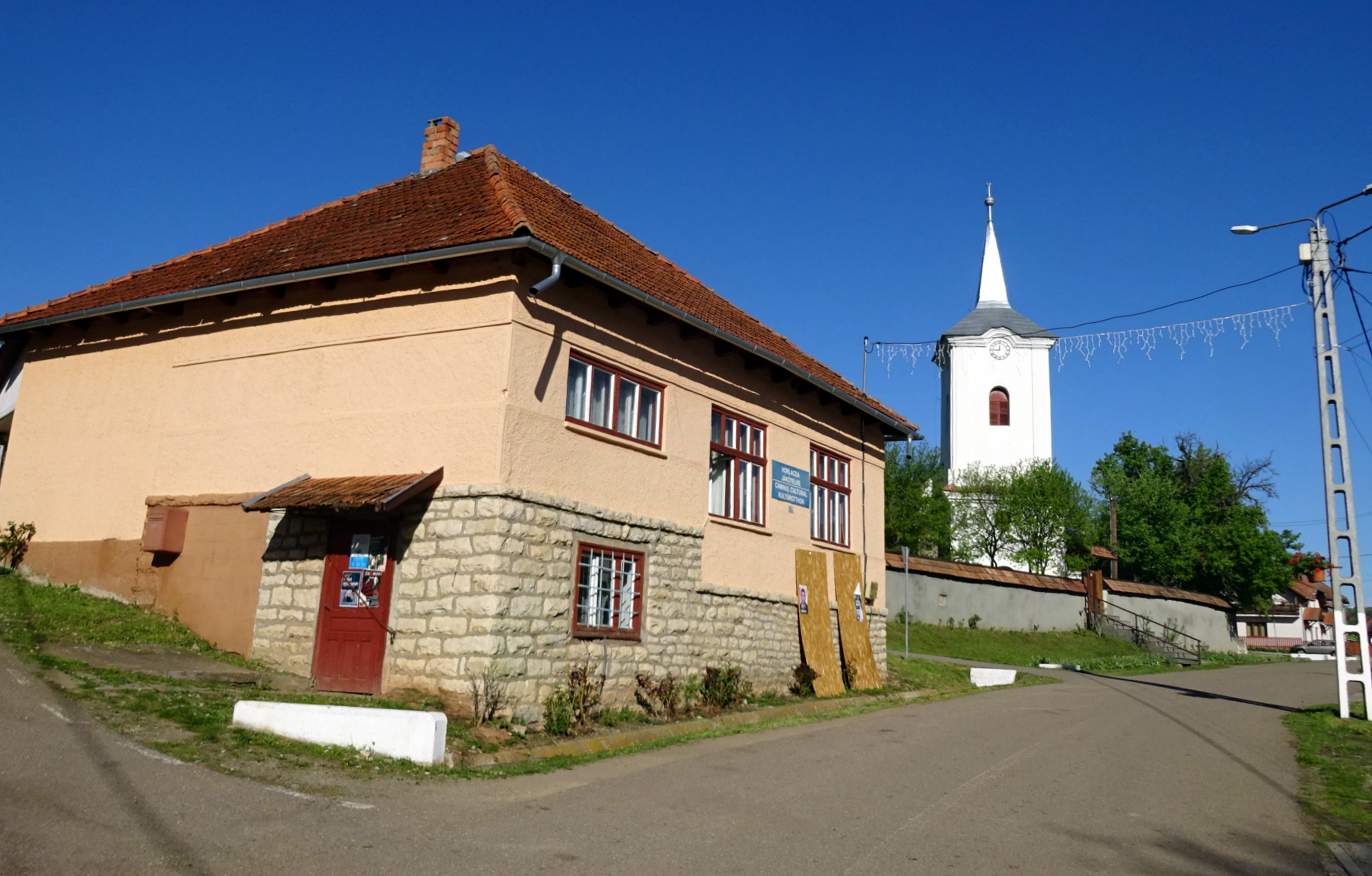
Căminul cultural și biserica reformată
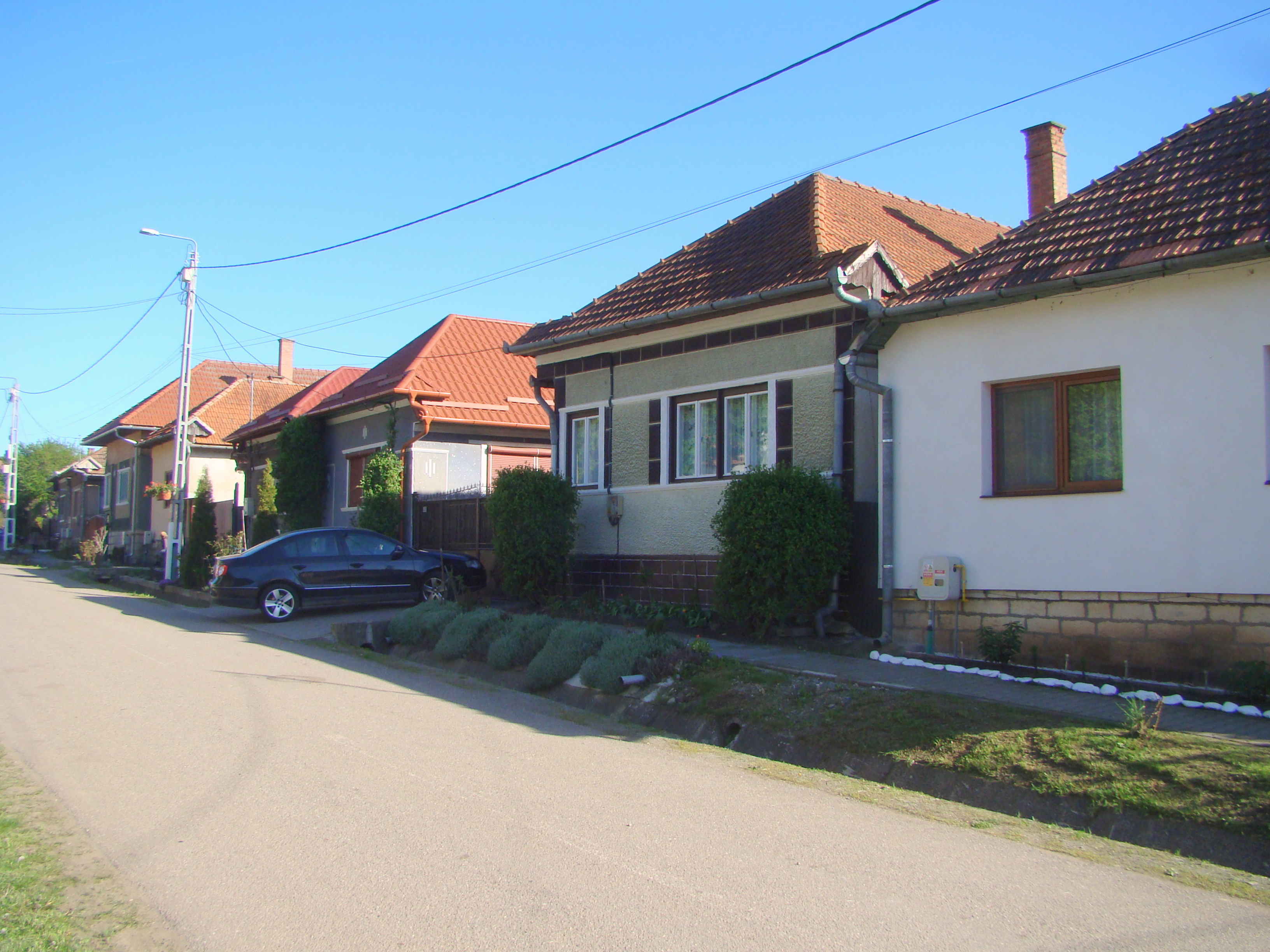
Horlacea
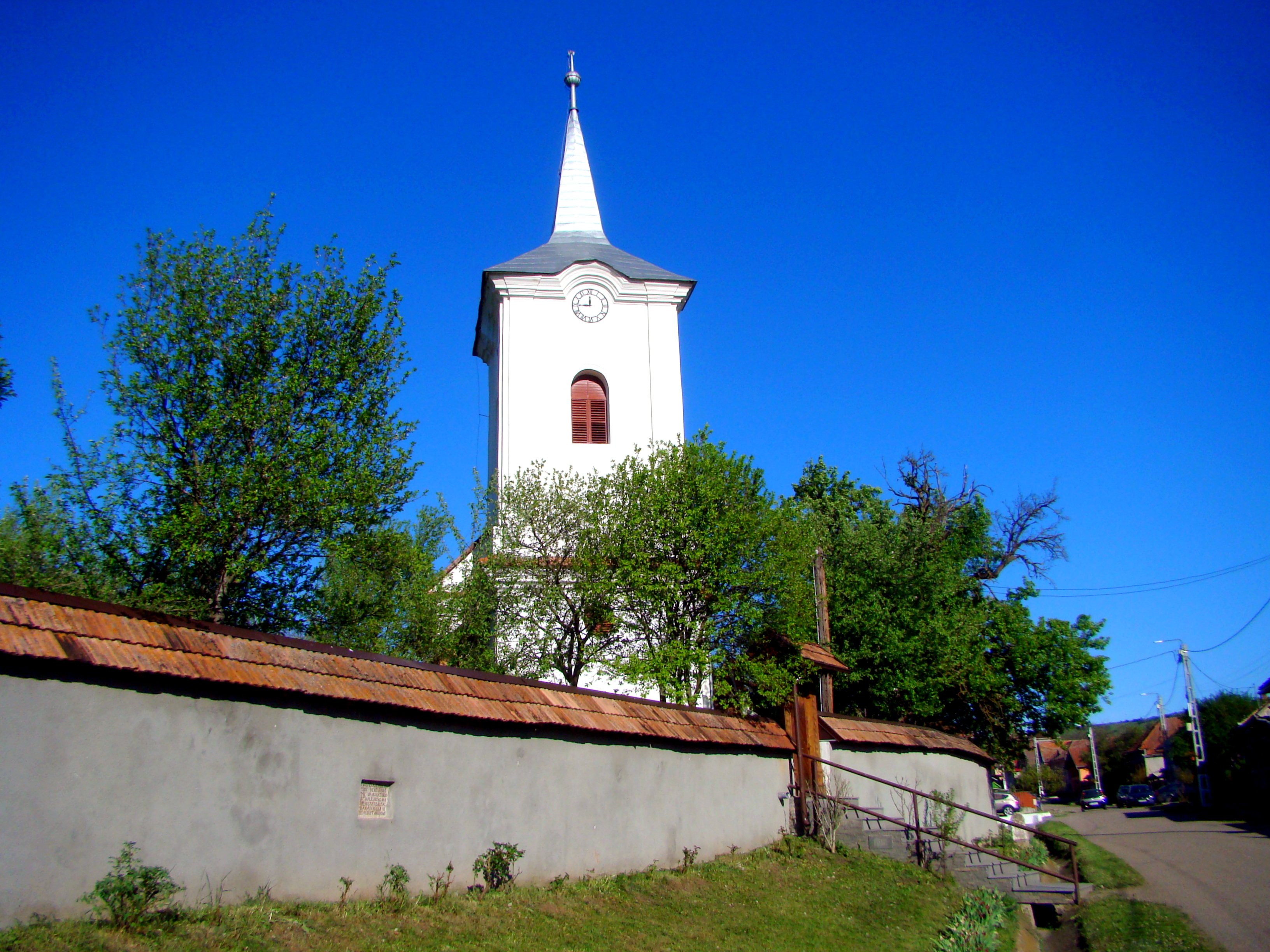
Biserica reformată din Horlacea
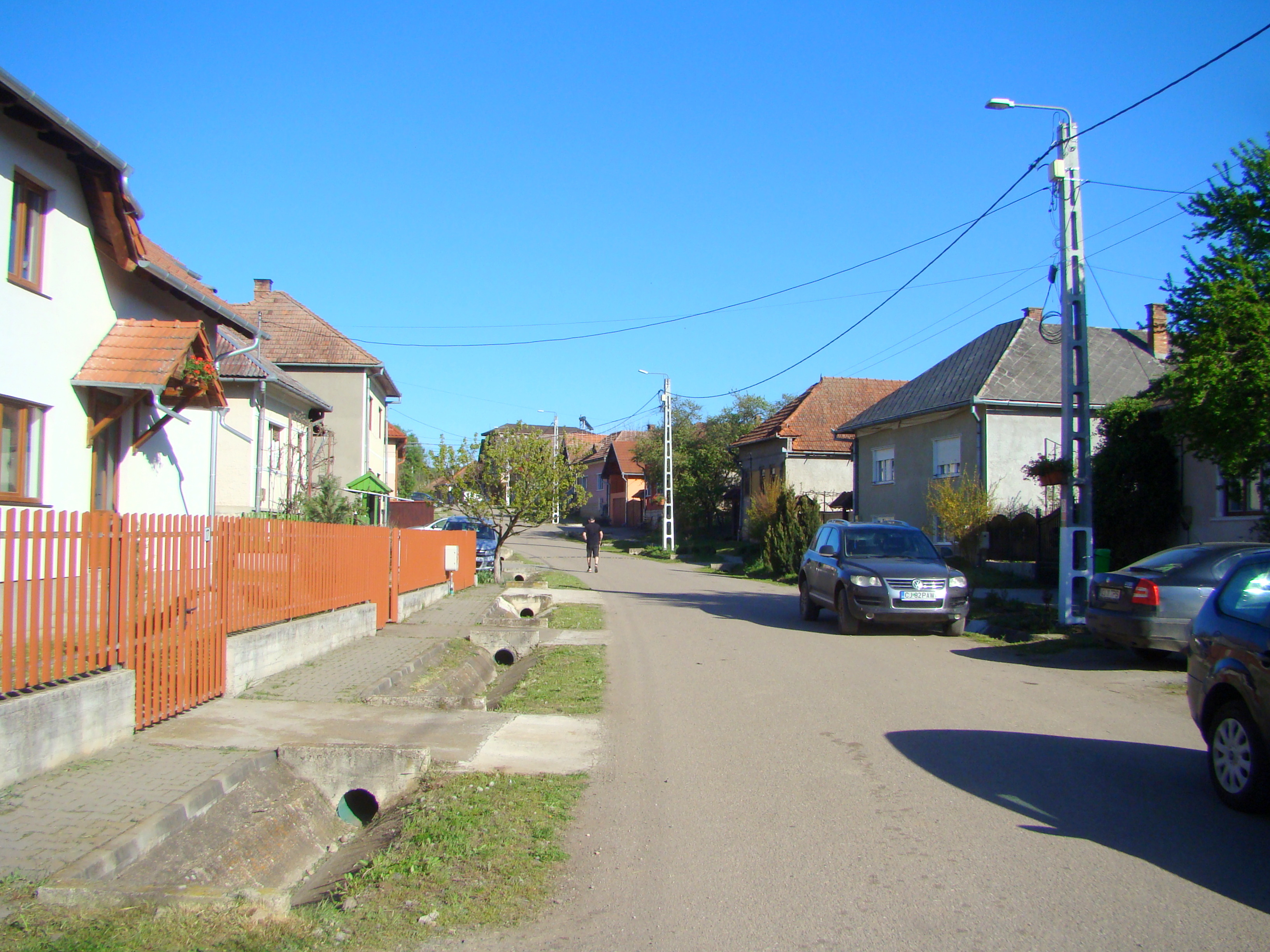
Horlacea
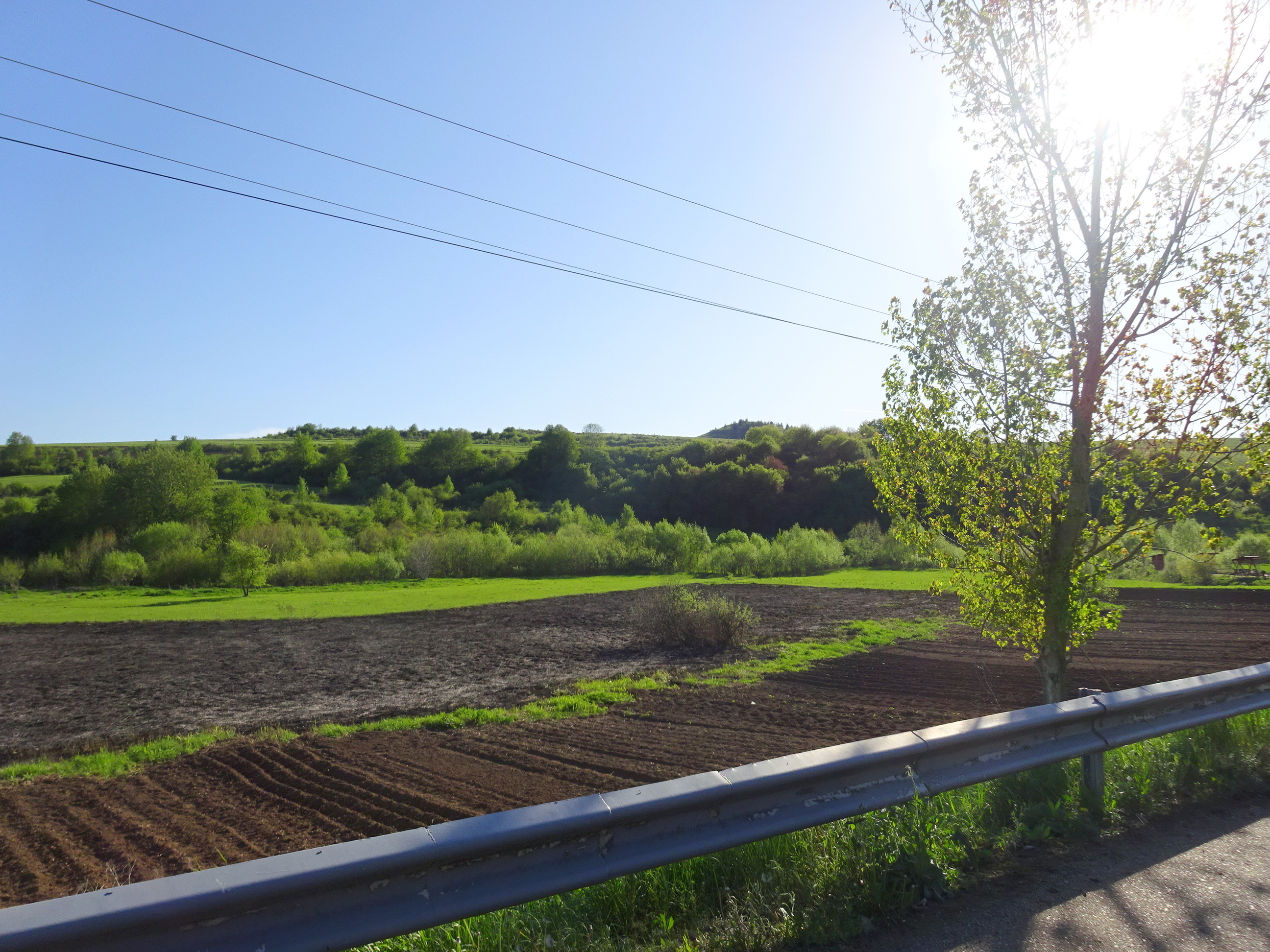
Zona Horlacea-Domoșu
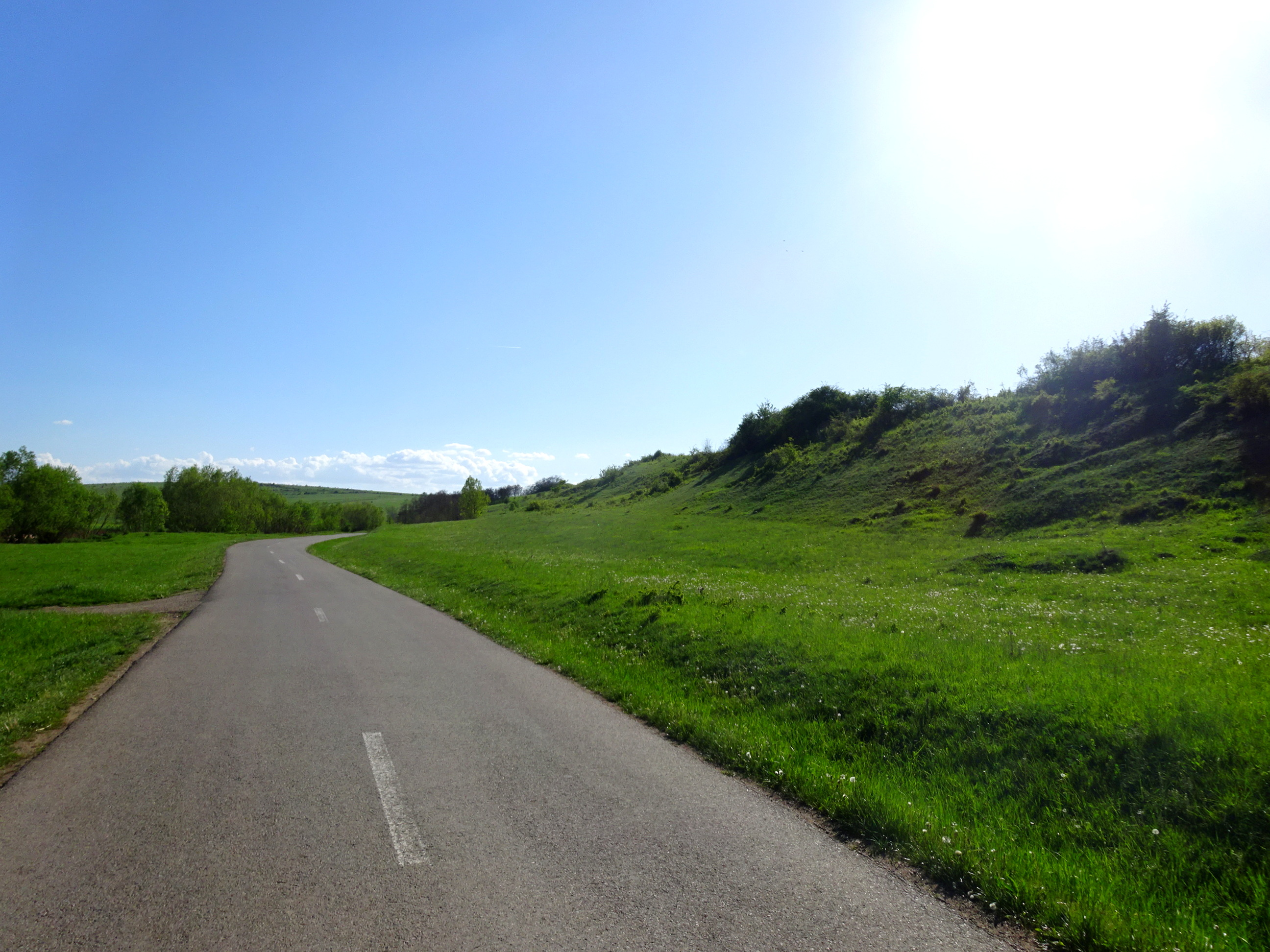
Drumul spre satul Domoșu
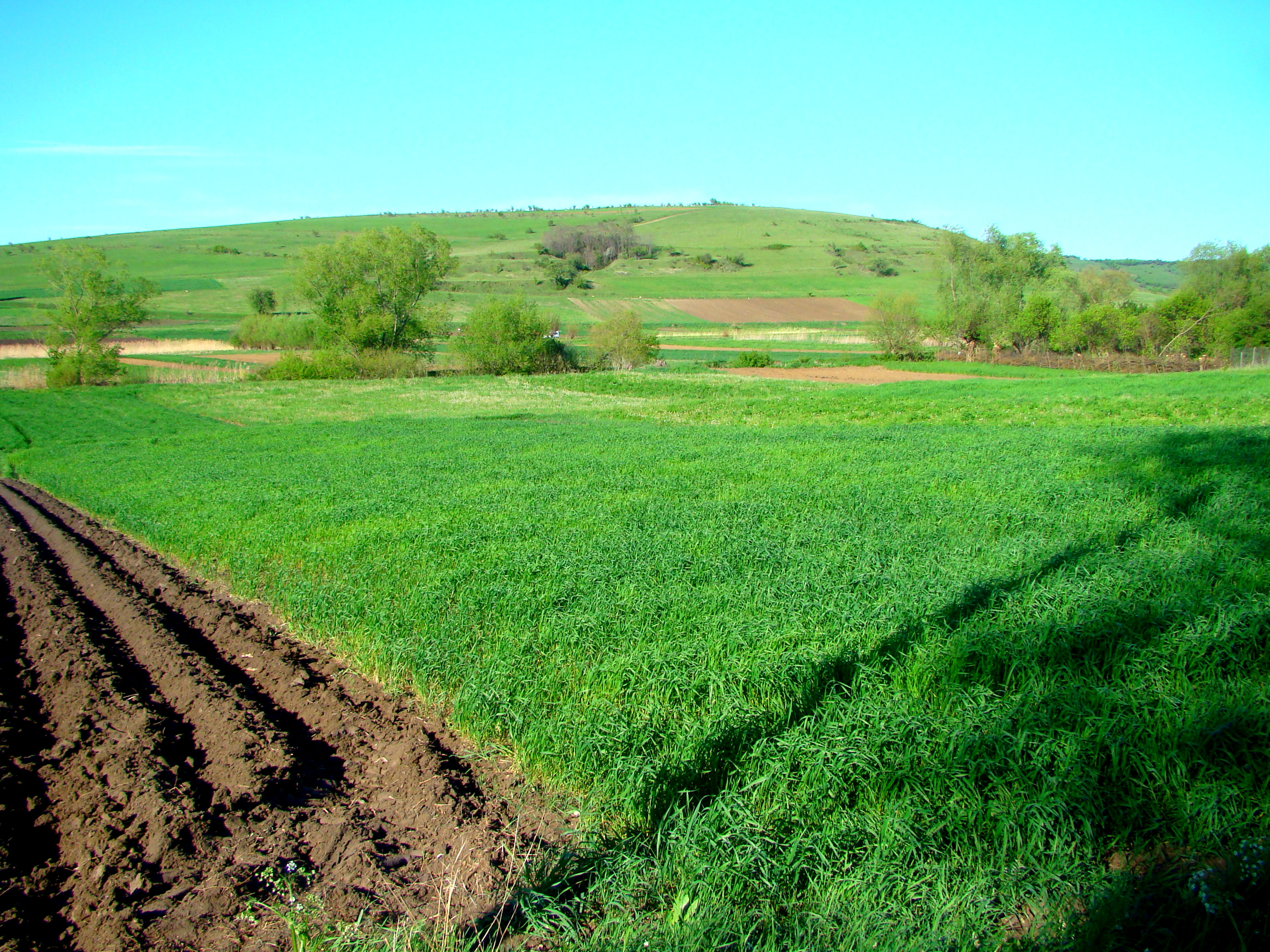
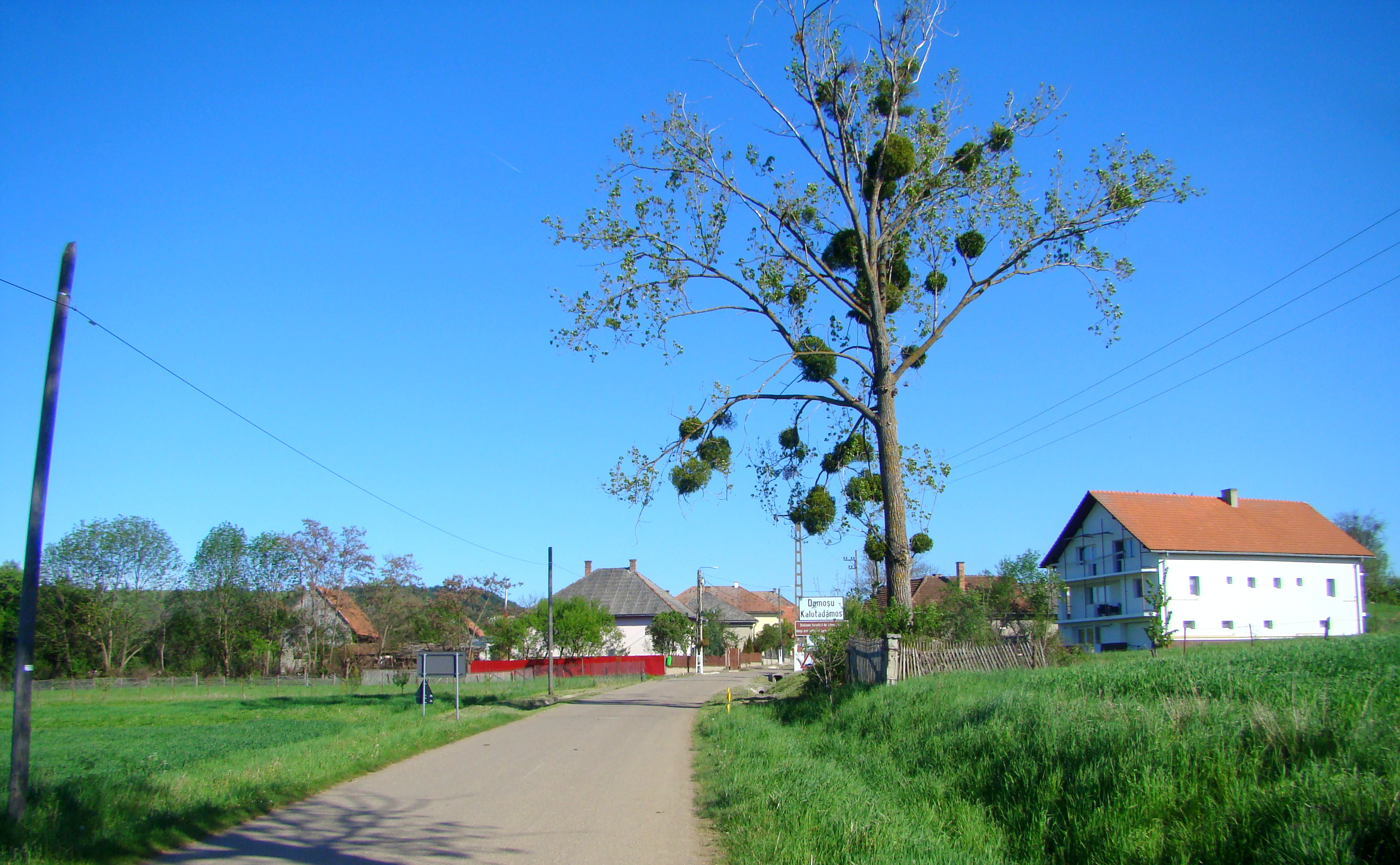
Domoșu
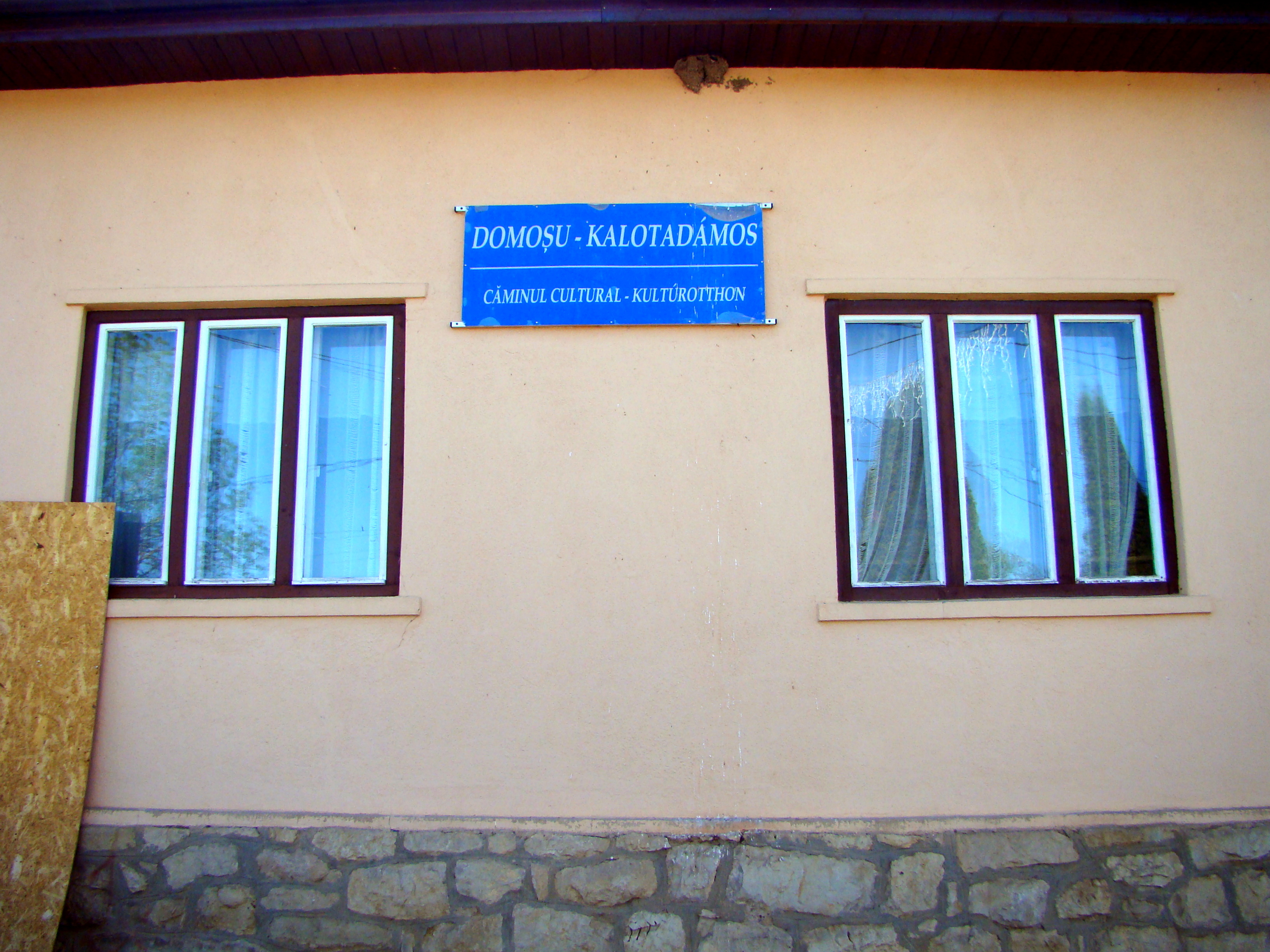
Căminul cultural
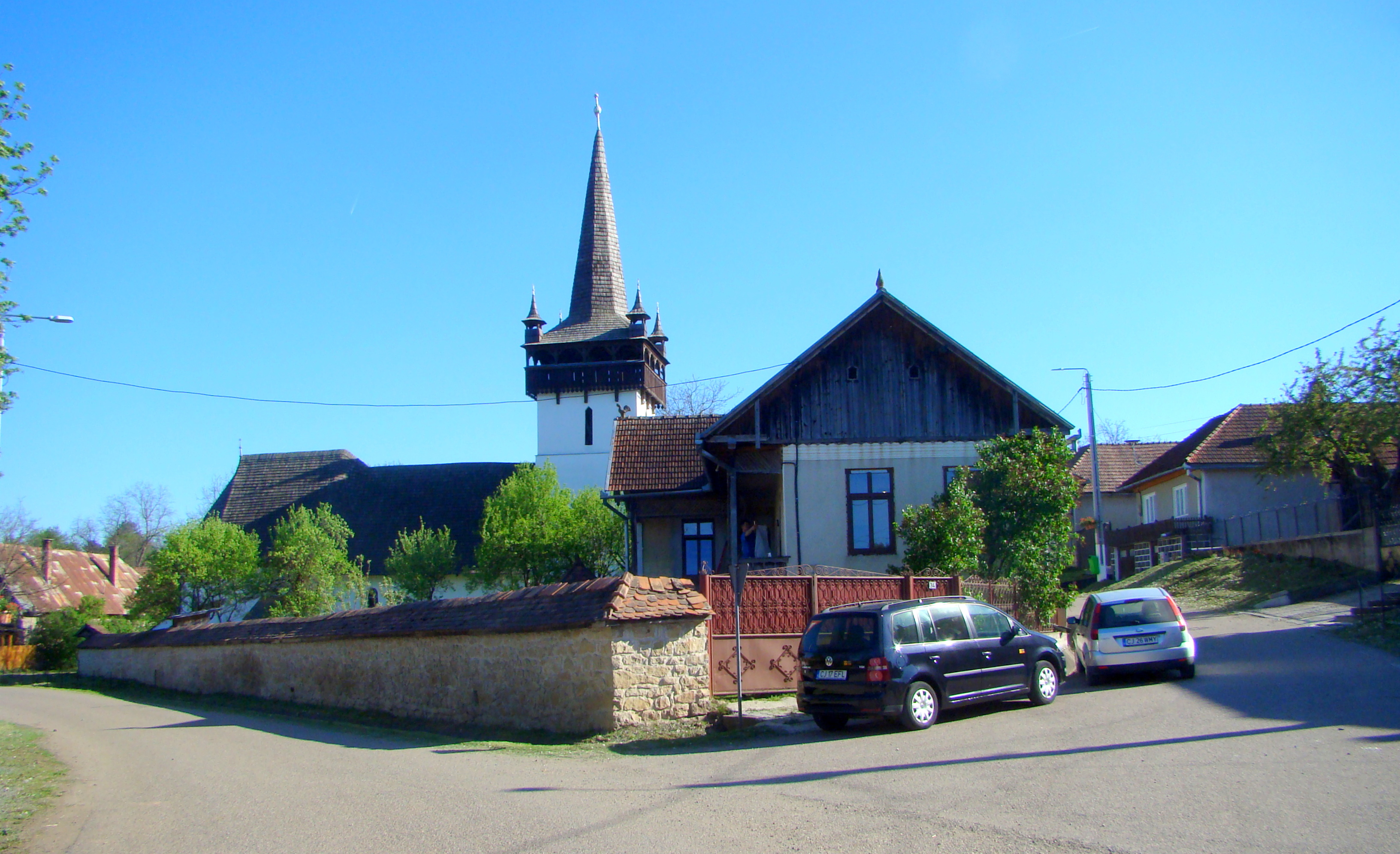
:Biserica reformată din Domoșu (monument istoric)
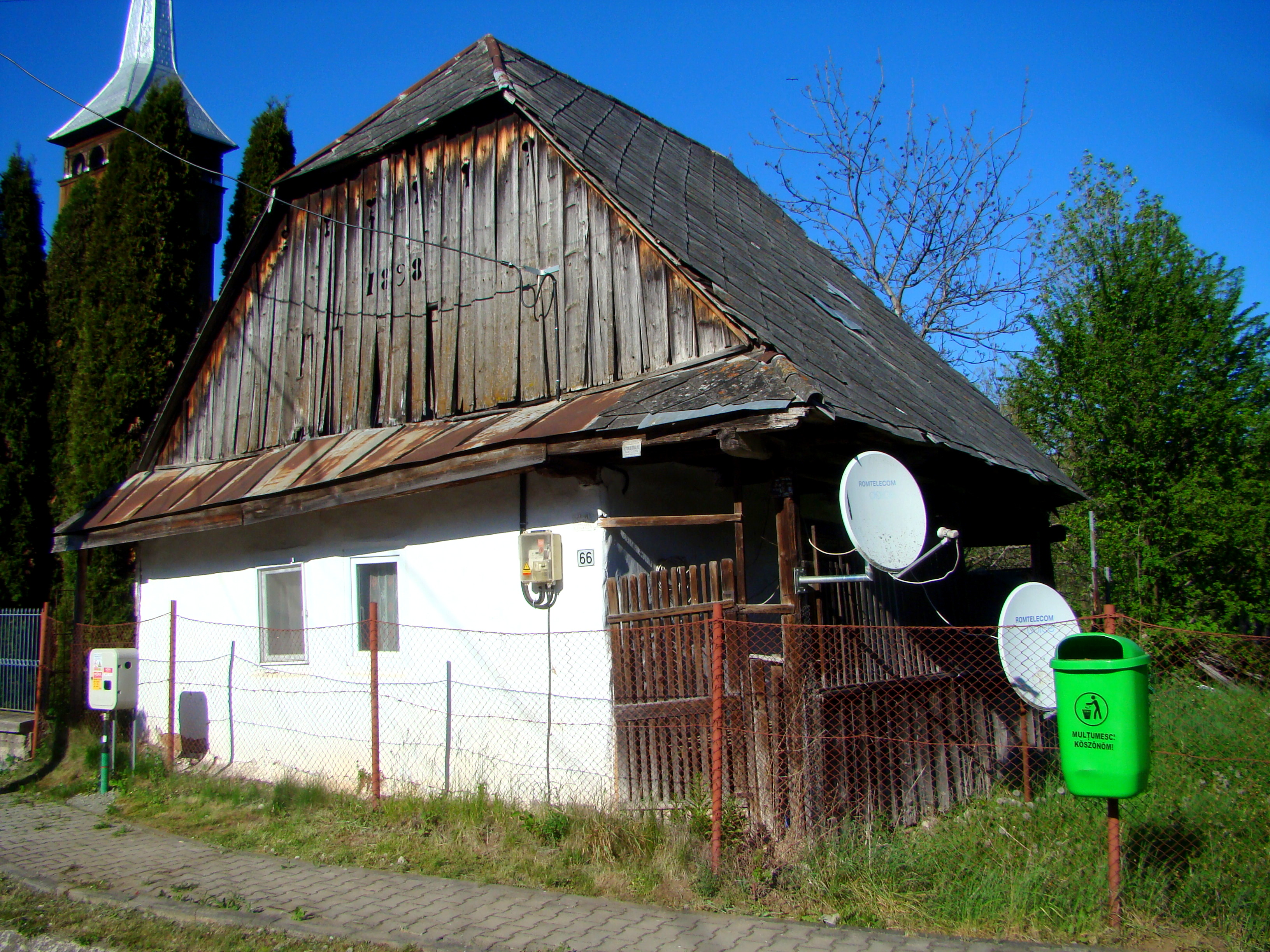
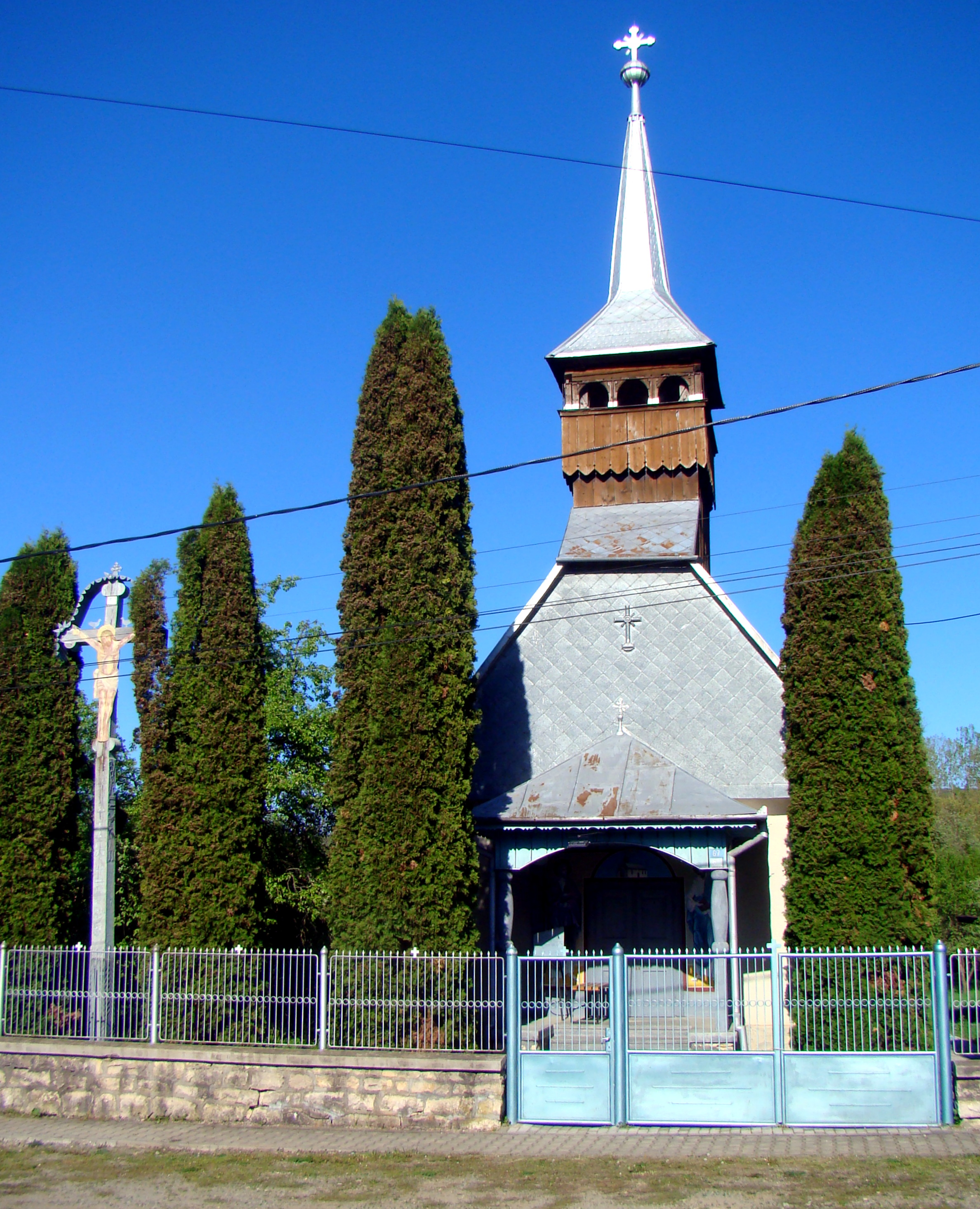
Biserica ortodoxă din Domoșu
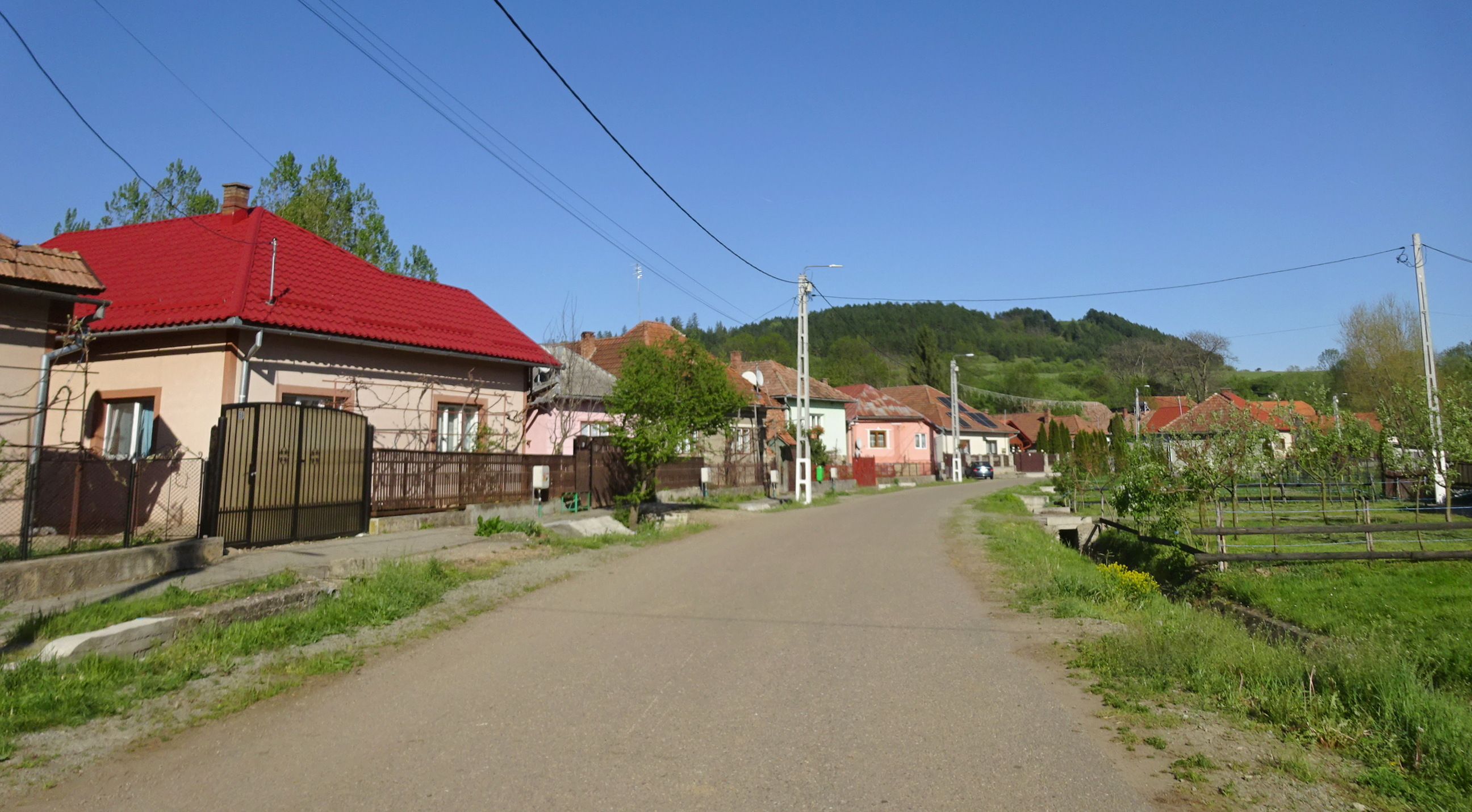
Domoșu